# تاريخ الخبز

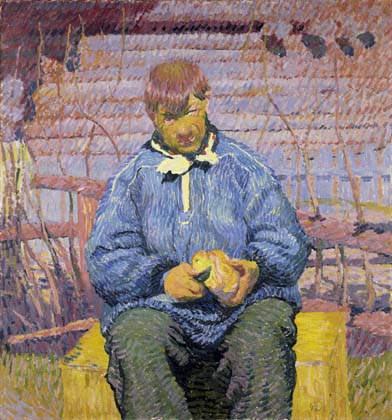
لوحة الخبز للرسام السويسري جيوفاني جياكوميتي.

يعود تاريخ الخبز (بالإنجليزية: History of bread)‏ غذاءً إلى تاريخ استخدام الإنسان للحبوب. الخبز هو منتج مصنوع مباشرة من الحبوب بطريقة يدوية (في وقت لاحق صُنع بالآلات)، ومن الممكن اعتباره أول تطبيق لصناعة الأغذية من الحبوب في تاريخ البشرية سبق كلًا من الزيت النباتي والنبيذ.
لا يستطيع الجهاز الهضمي البشري هضم الحبوب وحدها. لهذا تُحول الحبوب إلى منتجات عديدة ومنذ ذاك الوقت بدأ الإنسان في تصنيع منتجات أساسية بالنسبة له من الحبوب والتي تدعمه بالنشويات التي تُدمج مع البروتينات الموجودة في اللحوم. لهذا، يُعد الخبز البدائي المصنوع من الشعير من أول الأغذية المصنوعة في تاريخ الغذاء. وتؤكد بعض الأبحاث أن الإنسان بدأ بطهي الحبوب قبل صناعة الخبز.
على مدار تاريخ الحضارات كان الخبز يُصنع من الحبوب المتاحة في أرض كل بلاد. فعلى سبيل المثال، يمكن ملاحظة أن القمح كان مُستخدماً في أوروبا وإفريقيا والذرة في أمريكا والأرز في أسيا. في القديم، فُرق بين طبقات المجتمع باستخدام الخبز حسب لون فتات الخبز. فمثلاً، كانت الطبقات الأكثر فقراً تستخدم الخبز المصنوع من الشعير ذي الكسرة الداكنة، بينما كانت الطبقات العليا تتغذى على الخبز المصنوع من القمح ذي الكسرة البيضاء. في العديد من الحضارات كان الخبز يشكل جزءا من العديد من الطقوس الدينيّة والاجتماعيّة في جزء كبير من العالم وهو أيضاً عنصر اقتصادي هام حسب مؤشر أسعار المستهلك المُستخدم لتحديد تطور كلفة المعيشة بين الأمم.

## ما قبل التاريخ

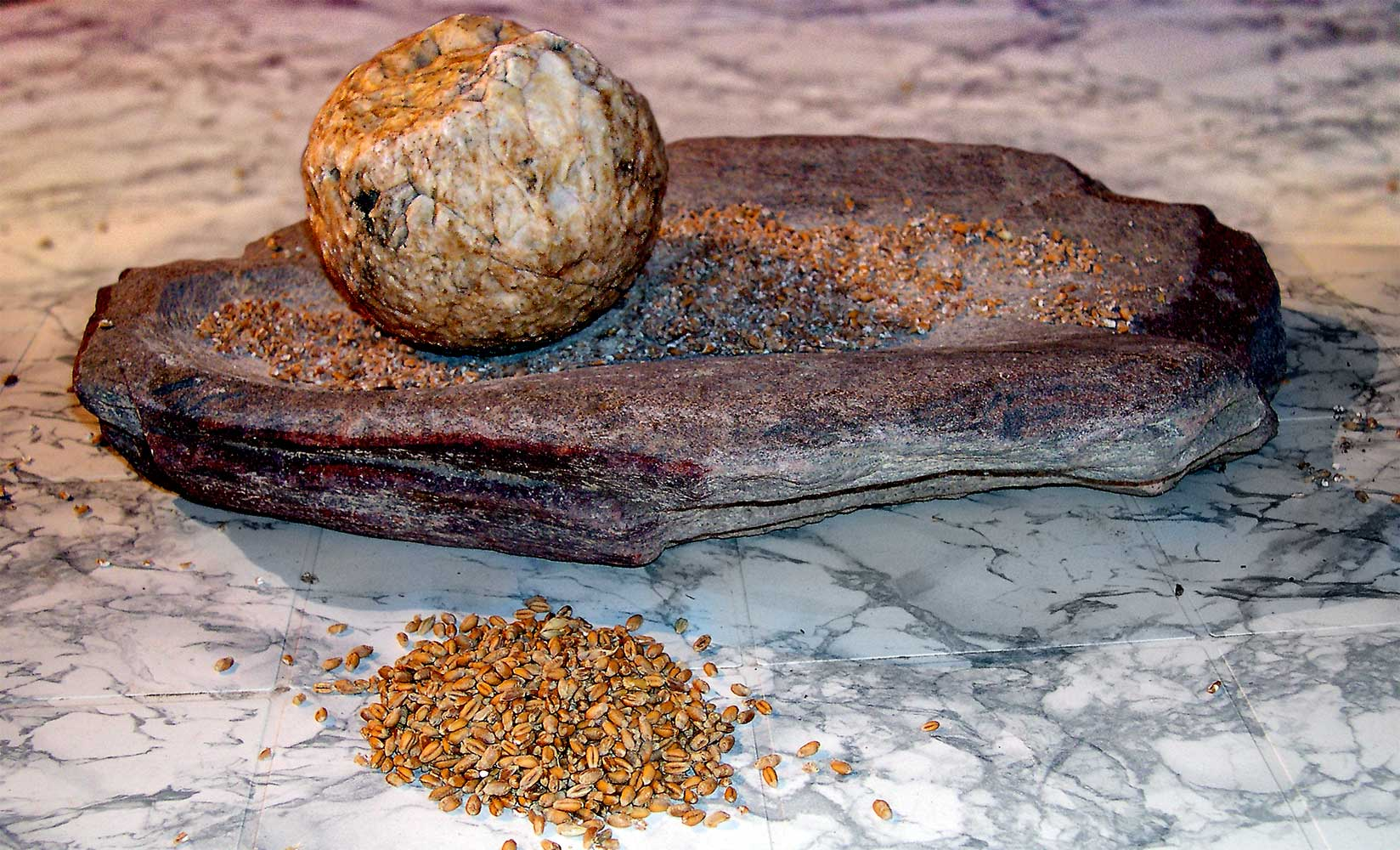
مطحنة يدوية تعود للعصر الحجري الحديث.

عثر باحثون على بقايا متفحمة لخبز في موقد حجري بشمال شرق الأردن، تبين أنه الأقدم في العالم حيث أُعد قبل أكثر من 14 ألف عام، أي قبل ما يزيد عن أربعة آلاف عام من اكتشاف الزراعة. وشكل هذا الاكتشاف دافعا للعلماء إلى البحث عن علاقة ارتباط بين إنتاج الخبز ونشأة الزراعة.
ظهر الخبز غذاء للإنسان منذ عام 8000 ق.م. لقد أدخل الإنسان البدائي الحبوب في النظام الغذائي عندما بدأ يستقر لزراعة القمح الأولي وهو من أولى الزراعات التي قام بها الإنسان. من المرجح أن يكون المزج بين تلك الحبوب المبللة وطحنها بشكل خشن بواسطة بعض الأحجار لتصبح كالعصيدة قد ظهر بمحض الصدفة بتعريضها لإحدى مصادر الحرارة: من الممكن أن تكون قد تعرضت للهب النار أو أنها كانت مجرد عجينة سائلة مبعثرة معرضة للشمس فوق الأحجار. هذه العجينة أصبحت متماسكة وصالحة للأكل وهكذا ظهر الخبز في بادئ الأمر. واليوم من السهل إيجاد عمليات زراعية مطابقة لتلك التي كانت تقوم بها القبائل في إفريقيا. وهذا الخبز الأولي يمكن أن يكون قد نَتج عن المزج بين العصيدة والكعكة والذي بقي موجوداً على مدار العديد من القرون وكان الخبز أول الأمر يعد بسهولة فهو لم يكن يحتوي على الخميرة وكان يطهى على نيران بمكان مفتوح أو على أسطح ساخنة. في بعض الحالات كان يتم إنبات الحبوب ثم يتم بعد ذلك تجفيفها قبل طحنها واستطاعت هذه الطريقة الوصول إلى مصر وأصبحت تُستخدم في أولى طرق تخمير الخبز. والتخمير ليس فقط عملية تتم لإعطاء حجم للخبز ولكن أيضاً لإضافة الطعم له.
والأمر غير المثير للدهشة هو أن الحبوب غير القابلة للهضم كانت تُطحن باستخدام الأحجار وتبلل بشكل ما من أجل الحصول على غذاء قابل للهضم. وكانت هذه الطريقة هي الأقدم. فقد تم العثور على بعض الحفريات التي تدل على تطبيق هذا النشاط.
ويؤكد بعض الباحثين أن الخبز كان قد صُنع لأول مرة في وسط أسيا، ثم وصل إلى البحر الأبيض المتوسط عن طريق بلاد ما بين النهرين ومصر بفضل وجود العلاقات التجارية بين أسيا وأوروبا عن طريق سوريا. فاختيار أنواع الحبوب المستخدمة هو ما أدى إلى ظهور العديد من أنواع الخبز المعروفة اليوم. وكانت أقدم الأنواع تُصنع من الشعير.
لم يكن من السهل صناعة الخبز المخمر من دقيق الشوفان أوالشعير أوالذرة بسبب قلة محتوى الغلوتين (القمح الحالي يحتوي على حوالي 12%)والنشأ. والغلوتين هو مجموعة من البروتينات التي تتكون في مرحلة تخمير العجين عن طريق تكون شبكة تمنع هروب أو خروج الغازات. يقوم النشأ أيضاً بحبس تلك الغازات لكن الغلوتين يحفظها بشكل أكبر، لهذا من الممكن أن تكون عملية التخمير بدأت باستخدام القمح أو الشعير (العجين الوحيد القادر على منع تسرب ثاني أكسيد الكربون). من الممكن أن يكون التخمير ثاني معلم في تاريخ الخبز: فهو يجعل الخبز أخف أو بالأحرى أقل كثافة بسبب وجود الغازات في العجين بشكل يعطيه طعما ألذ. يعود الخبز الكعكة الذي ظهر في العديد من الحضارات إلى العصر الحجري حين كانت الحبوب تشكل أساس النظام الغذائي للإنسان. بعض أنواع هذا الخبز مازالت موجودة حتى الآن ومن السهل إيجادها في أجزاء من الأرض مثل اللافاش الأرمني والبيتا الشرق أوسطي والروتي الهندي والإنجيرا الإثيوبي وخبز التُّرتية في أمريكا اللاتينية. يؤكد بعض الباحثين أنه في تاريخ الغذاء البشري فإن الحبوب المطحونة من الممكن أن تكون قريبة للإنسان منذ البدايات.
وقد بدأ أحد الأشخاص في إحدى أجزاء سومر أوفي بلاد ما بين النهرين في عام 6000 ق.م. بإعداد الخبز مثل هذا الذي نراه اليوم. فكانوا يستخدمون الرماد من أجل تسوية الخبز. قام السومريون أثناء فترة حكم جمدة نصر بتعليم المصريين طريقة طهي الخبز. ثم تبنى المصريون هذه المعرفة وأخذوا ينظمون ويحسنون عملية الزراعة إلى أن أصبح عنصراً غذائياً لا يُمكن الاستغناء عنه في المجتمع.

## مصر القديمة

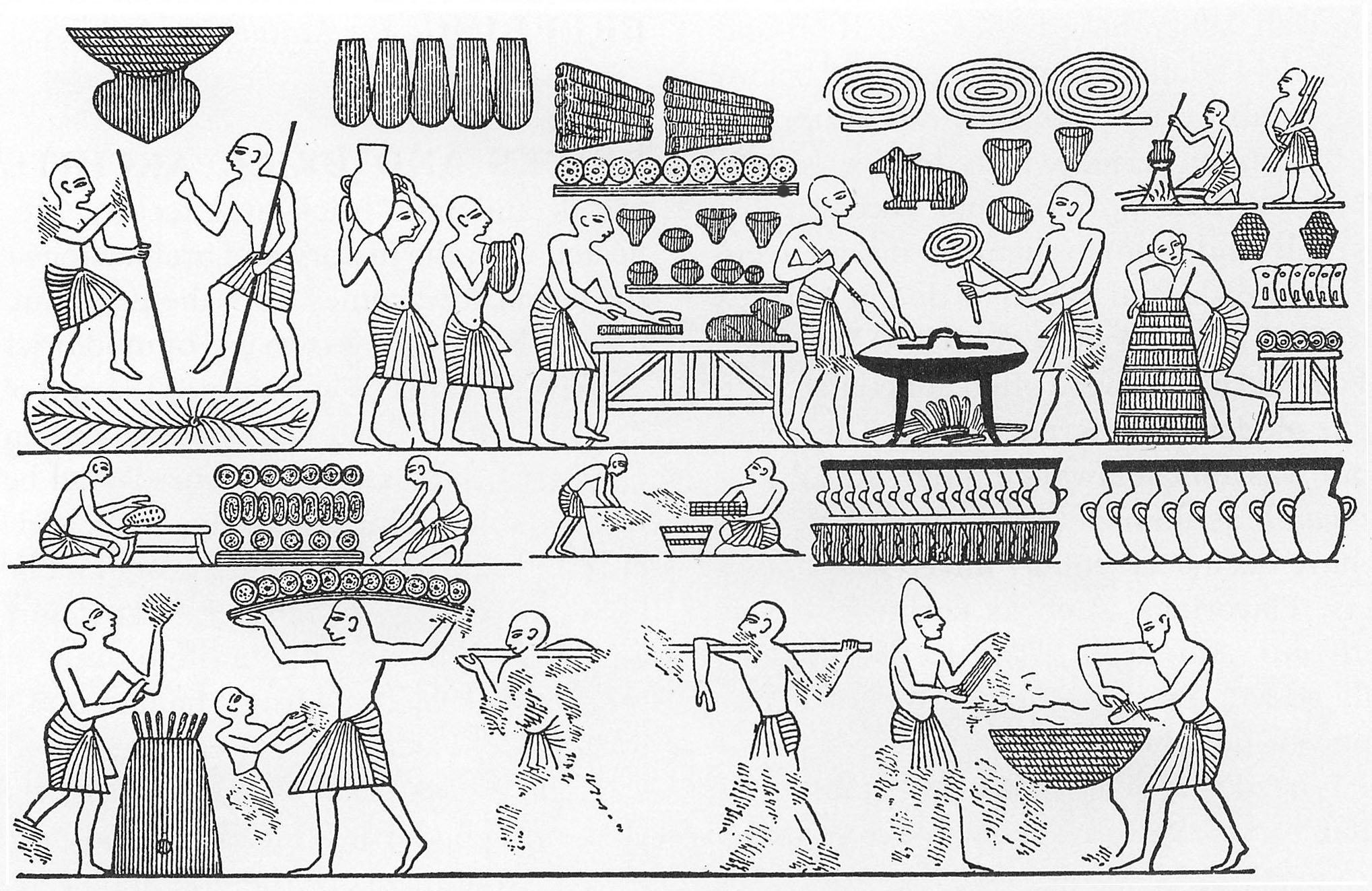
مشاهد من إعداد الخبز مرسومة على جدران مقبرة رمسيس الثالث في وادي الملوك.

كانت ظروف زراعة الحبوب في حوض النيل جيدة؛ فكانت فترة شهر يوليو تساعد على زراعة القمح الذي نبت في منطقة الشرق ثم ظهر في البحر الأبيض المتوسط قبل وصول الإمبراطورية الرومانية عن طريق إفريقيا. ولقد ظهرت بعض الأدلة الأثرية التي تؤكد إعداد الخبز في مصر القديمة. إن العجينة المتروكة لوقت في الهواء كانت تظهر بها الجراثيم التي كانت تقوم بتفعيل عملية التخمير. هذا العجين المخمر كان يُصنع من الدقيق المدموج بالخميرة المصنوعة من الجعة ولكن أيضاً كانوا يخمرون الخبز حسب استخدام الحبوب التي بها نسبة مقدرة من الغلوتين (هو البروتين المسؤول عن تخمير الخبز). فإن المصريين القدماء هم أول من قاموا بالمزج بين البذور من نباتات مختلفة من أجل إعداد خبز مغذٍ أكثر.
واليوم يمكن معرفة طريقة إعداد الخبز خلال فترة ما قبل الدولة المصرية وما بعد ذلك بفضل وجود اللغة الهيرغليفية والتماثيل القادمة من آشور حيث تتواجد العمليات المختلفة لجمع وطحن الحبوب، ولقد أعطى المصريون أهمية كبيرة لعملية جمع الحبوب نظراً لوجود ثلاثة أقسام للتقويم السنوي: أخيت (الفيضانات) وبيريت (الزراعة) وشيمو (الجمع). إن تفاني المصريين القدماء في إعداد الخبز جعلهم يُلقبون «بأكلة الخبز». في بعض الأحيان كان الخبز يُعتبر أكثر من مجرد غذاء؛ فكان المزارعون يحصلون على مرتباتهم في صورة عدد معين من أرغفة الخبز والجعة (ثلاث أرغفة وإبريقين من الجعة). وتشير بعض الشواهد أن المزارعين أثناء فترة حكم رمسيس التاسع كانوا يثورون في حالة الدفع لهم بشيء غير الخبز. وكانت الطبقات الأكثر فقراً تأكل الخبز فقط.
كان أبناء سومر يصنعون الخبز ويضعون العجين في حفرة بها الرماد والنيران وكانوا يراقبونه إلى أن يُطهى وهكذا ظهرت إحدى الاختراعات المصرية وهي الفرن؛ والذي كان دوره هو إكمال آخر خطوات إعداد الخبز. وظهر الخبز مرسوماً على جدران مقبرة رمسيس الثالث (دامت فترة حكمه ثلاثين عاماً). تظهر في هذه الصور التوضيحية كيفية عمل المخابز وكيف كانوا يعدون العجين بأيديهم وأقدامهم وكيف كانوا يعتنون بشكل خاص بشكل أرغفة الخبز. المصريون القدماء هم أول من نصب الأفران مخروطية الشكل المصنوعة من الطوب (من الطين) وكانت تتكون من جزئين: في الأسفل تُشعل النيران وفي الأعلى يُطهى الخبز. في هذا الفرن كانوا يطهون أكثر من رغيف خبز في الوقت نفسه. في الهيرغليفية كان يتم الإشارة إلى وصف شكل الخبز وإلى الأفران المستخدمة آنذاك.
وتظهر العديد من الدلائل أن في مصر كانت طريقة استخدام الخميرة في إعداد الخبز والجعة معروفة منذ البدايات. فلقد اكتشفوا أثناء عصر ما قبل الأسرات (بين 4000- 3500 ق.م.) بعض أنواع الخميرة التي كانت تُستخدم في إعداد الجعة، مثلما هو الحال في نخن وهو الأمر الذي تم اكتشافه عن طريق التحليل الكيميائي الذي أُجري لبعض البقايا الموجودة في أوعية التخمير التي أشارت إلى ذاك التاريخ. في مصر وُجدت بعض الأوعية المماثلة والتي يعود تاريخها إلى الفترة (3800- 3500 ق.م.). كما تمكنوا أيضاً من العثور على فطريات الخميرة في مقبرة بطيبة، وهي الخميرة المستخدمة حالياً في تخمير الخبز، ويعود تاريخها إلى الأسرة الحادية عشر (2135- 2000 ق.م.). من جهة أخرى تم العثور على مشتقات من خميرة وينلوتش في بعض الأوعية التي كانت تحتوي على الجعة في مقبرة ملكة الأسرة الثامنة عشر. ولقد تم العثور على الخبز في مقبرة منتوحوتب الثاني. في عام 2700 ق.م كان المصريون يتناولون حوالي 15 نوعاً من الخبز بسبب اختراعهم للرحى الدوارة وهي صورة أولى لطاحونة السحب التي تديرها الحيوانات أو الطاحونة المائية عند الرومان. استطاع عالم الآثار الشهير زاهي حواس إيجاد بقايا خبز مع أدوات إعداد الخبز في إحدى عمليات الحفر بالقرب من أبو الهول بالجيزة. وهكذا أكد حواس من جهة أن فلاحي صعيد مصر حالياً يطبقون نفس طرق زراعة المصريين القدماء، ومن جهة أخرى أكّد أن المخابز كانت توفر الطعام لأكثر من عشرين ألف عامل.
كانت الطبقات الكادحة تأكل الخبز الخشن فقط وبالكاد كانوا يعدّلون الدقيق، ولهذا لم يكن من الغريب إيجاد بقايا رمال في عجينة الخبز، الأمر الذي كان يسبب آلام أسنان عند المصريين؛ فلقد تسببت الرمال بالعديد من الأمراض الخاصة بالأسنان حتى القرن الثامن عشر. ولقد ذُكر في بعض البرديات الطبية قياس خاص بمستوى شهية الطعام وعلاقته بالصحة: فعندما يكون الشخص مريضاً فإن شهيته لأكل الخبز تقل. ولقد اعتاد المصريون على أكل الخبز مع البصل. ولقد وُجدت أشكال للخبز في المقابر ظهرت صور توضيحية تدل على وجود العديد من أنواع الخبز: مخروطي الشكل والأرغفة الطويلة والأرغفة مكعبة الشكل وهرمية الشكل، كما صنعوا أرغفة على شكل طيور وأسماك. أكدت بعض الأدلة أن إعداد القدماء المصريين للأغذية المخمرة هو أمر كان قد ظهر في شريعة حمورابي والتي تشير بشكل واضح إلى أن الخبز والجعة هي منتجات مصنوعة من الشعير. وكان الخبز الأكثر استخداماً يُصنع من الشعير بالرغم من أن الطبقات العليا كانت تأكل الخبز المصنوع من دقيق القمح. إن استخدام الشعير للتخمير كان يعطي للخبز طعماً لذيذاً لكن الخبز المصري لم يكن خبزاً مخمّراً بسبب قلة الغلوتين الموجود في العجين المصنوع من هذا النوع من الحبوب.

## اليونان القديمة

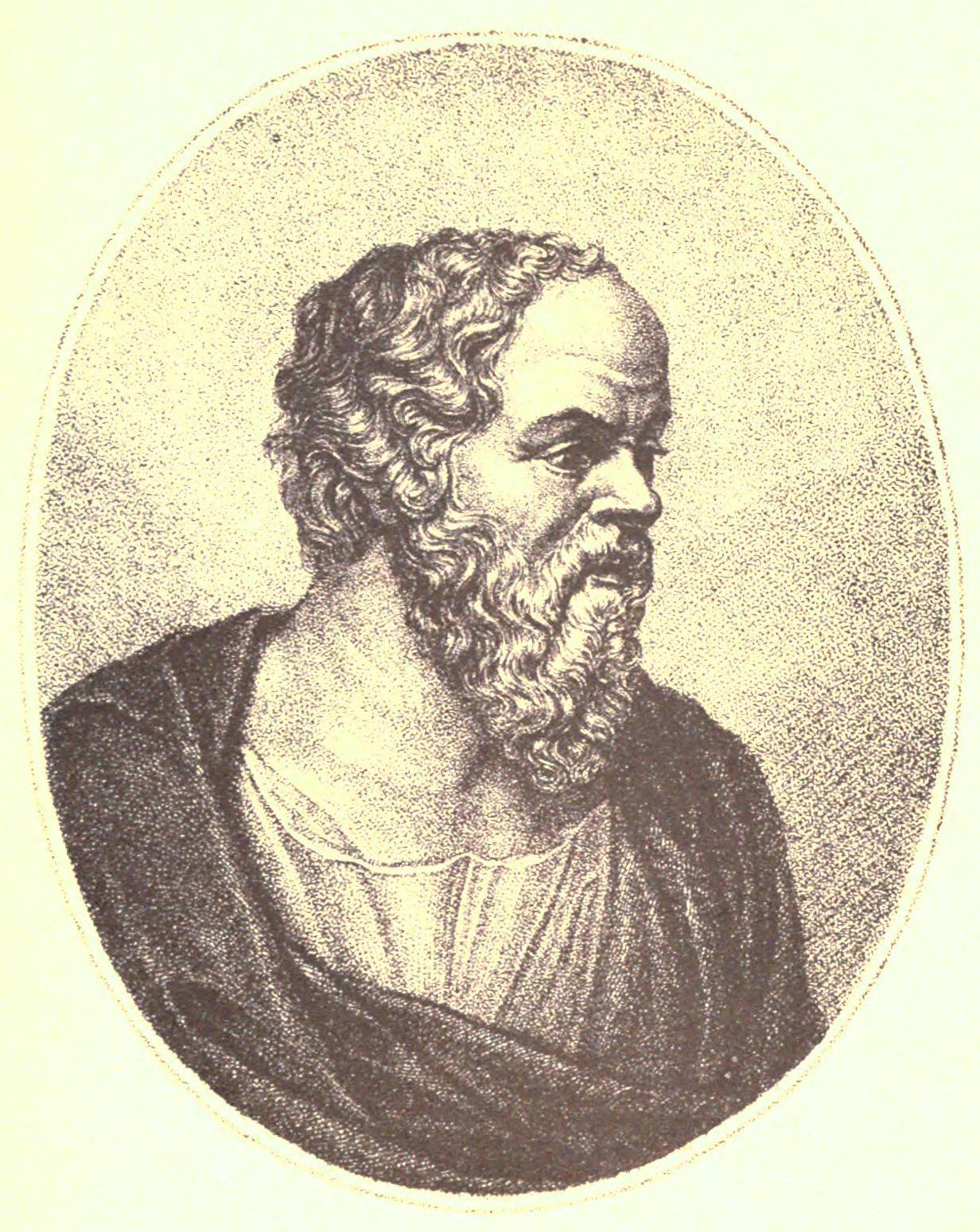
حسب ما قاله إيسقراط فإن معظم الهدايا التي كانت ديميتر تقدمها للأثينيين كانت الحبوب.

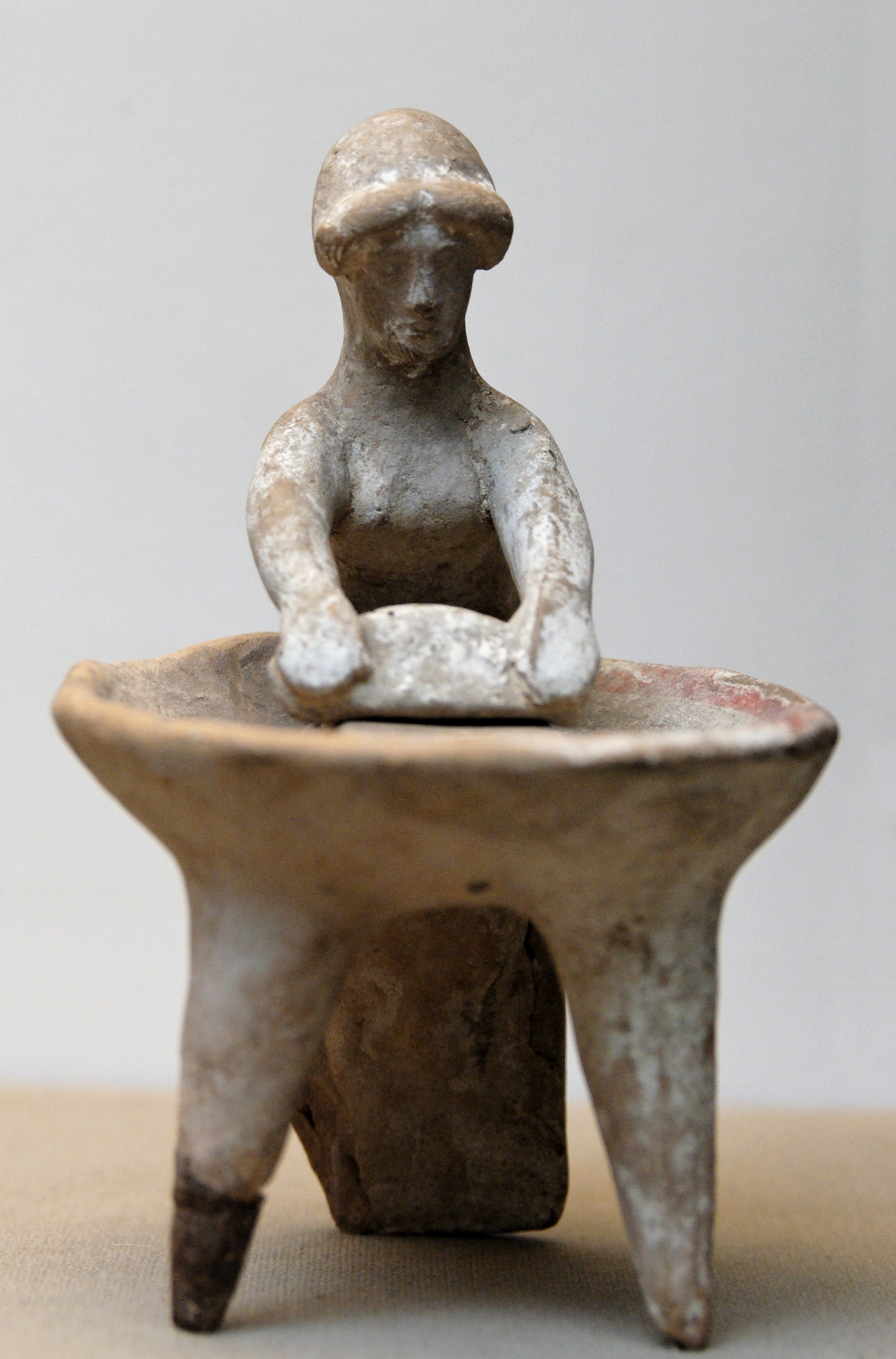
تمثال لسيدة تقوم بطحن القمح يعود لعام 450 ق.م.

لم يُزرع القمح في اليونان حتى عام 400 ق.م. بالرغم من زراعته قد بدأت في مناطق أخرى قبل ذلك التاريخ، وهكذا من السهل ترجيح أن استخدام الشعير كان أكثر شيوعا آنذاك. من الممكن أنهم كانوا يستوردون القمح من مصر أو صقلية أو من مناطق أخرى لسد حاجة الدولة. إن ظهور سولون جعل من اليونان دولة ديمقراطية زراعية قائمة على عبادة ديميتر (التي كانت تعني بداية إعداد الخبز) في إلفسينا. لم يستطع اليونانيون إحراز تقدم كبير في الزراعة مما جعلهم يحتاجون لاستيراد الحبوب، وهذا ما أدى إلى قيام علاقات تجارية بين اليونان والعديد من البلدان. إن أهمية الخبز في الثقافة اليونانية المسماة Psadista التي كانوا يقدمون بها للآلهة ثلاثة أغذية كقربان: الخبز والزيت النباتي والنبيذ. وأشار الكاتب اليوناني أثيتايوس في كتاباته الثانية والسبعين إلى طرق مختلفة لإعداد الخبز مما يوضح لنا المهارة التي وصلت إليها الحضارة اليونانية. وبنفس الطريقة أشار أريستوفان وأنتيفانيس وأفلاطون إلى الخباز ثانوس موضحين بهذه الطريقة المكانة الهامة التي وصل إليها الخباز. وأشار الشاعر اليوناني أركيستراتوس في كتابه حياة الرخاء إلى خبز مُعد من حبوب الجاودار والمصنوع في لسبوس، وكان يتغذى عليه هيميز.
ولقد أخذ اليونانيون عن المصريين فكرة استخدام الأفران بشكل قبة والمفتوحة أمامياً من أجل إدخال أرغفة الخبز بها. كان يتم إعداد الخبز المصنوع من الشعير في هذه الأفران، وكانت تُقدم أنواع أخرى من الخبز أثناء الأعياد والمناسبات، وكان خبز الماسا يضاف دائماً إلى طعام الطبقة الفقيرة. عادة كان الماسا يضاف إلى أغذية أخرى من بينها السمك، وقد أصبح هذا الخبز هو الأكثر شيوعاً لرخص ثمنه، ومن السهل إيجاده في منطقة أميليا - رومانيا. كانت عملية تحويل الحبوب إلى دقيق تتم بشكل يدوي وكان يقوم بها بعض العبيد والنساء باستخدام الأحجار الدائرية «الرحى».
ذُكرت أنواع أخرى من الخبز في الأدب اليوناني القديم مثل كيبانيتوس والذي أشار إليه أريستوفانيس وبوليتوس الذي كان له شكل عيش الغراب فكان به بذور الخشخاش السوداء والسريبتيس على شكل شريط والبلوسميلوس مربع الشكل والداراتوس غير المخمر والموجاوس الخشن والفايوس والسينكومستي وهو خبز أسود مصنوع من الشليم المزروع والشوندريت المعد من الحنطة والسميداليت المصنوع من دقيق القمح الأبيض. العديد من أنواع الخبز كانت معروفة بفضل عالم الغذاء اليوناني كريسيبو تاينا الذي قام بكتابة طريقة إعداد المسمى أرتوكوبيكوس، وفي إحدى طرق إعداد الخبز قام بوصف البالكون بأنه مزيج بين دقيق الشعير مع الجبن والعسل وهكذا يمكن اعتباره أول طريقة إعداد كعكة. وهناك أنواع للخبز معروفة مثل المولوي المُعد من دقيق القمح وبذور السمسم والكيريباتيس على شكل أثداء أفروديت والامباتاس الذي كان يُصنع على شكل أحذية ويُحشى بالجبن.
كان اليونانيون يضيفون إلى الخبز مكونات أخرى لجعله أغنى مثل المكسرات والعسل لإعطائه مذاقاً حلواً، ونجد هذه المكونات حالياً في الكعكة التي ظهرت في فترة حكم الرومانيين والمسماة بلاثينتا (والتي تشبه التشيز كيك). وفي متحف سويسرا تم الاحتفاظ بأحد أرغفة الخبز القديمة والتي تُعرف باسم كورثيليس وتعود إلى عام 2800 ق.م. وقام أحد سكان شبه الجزيرة الإيبيرية بإدخال الخبز إلى إسبانيا في القرن الثالث قبل الميلاد، أي أنه عُرف عند وصول الرومان إلى شبه الجزيرة. كان أبناء الحضارة الإتروسكانية يقومون بإعداد البلس وهو نوع من الخبز المصنوع من الشعير.

## الإمبراطورية الرومانية

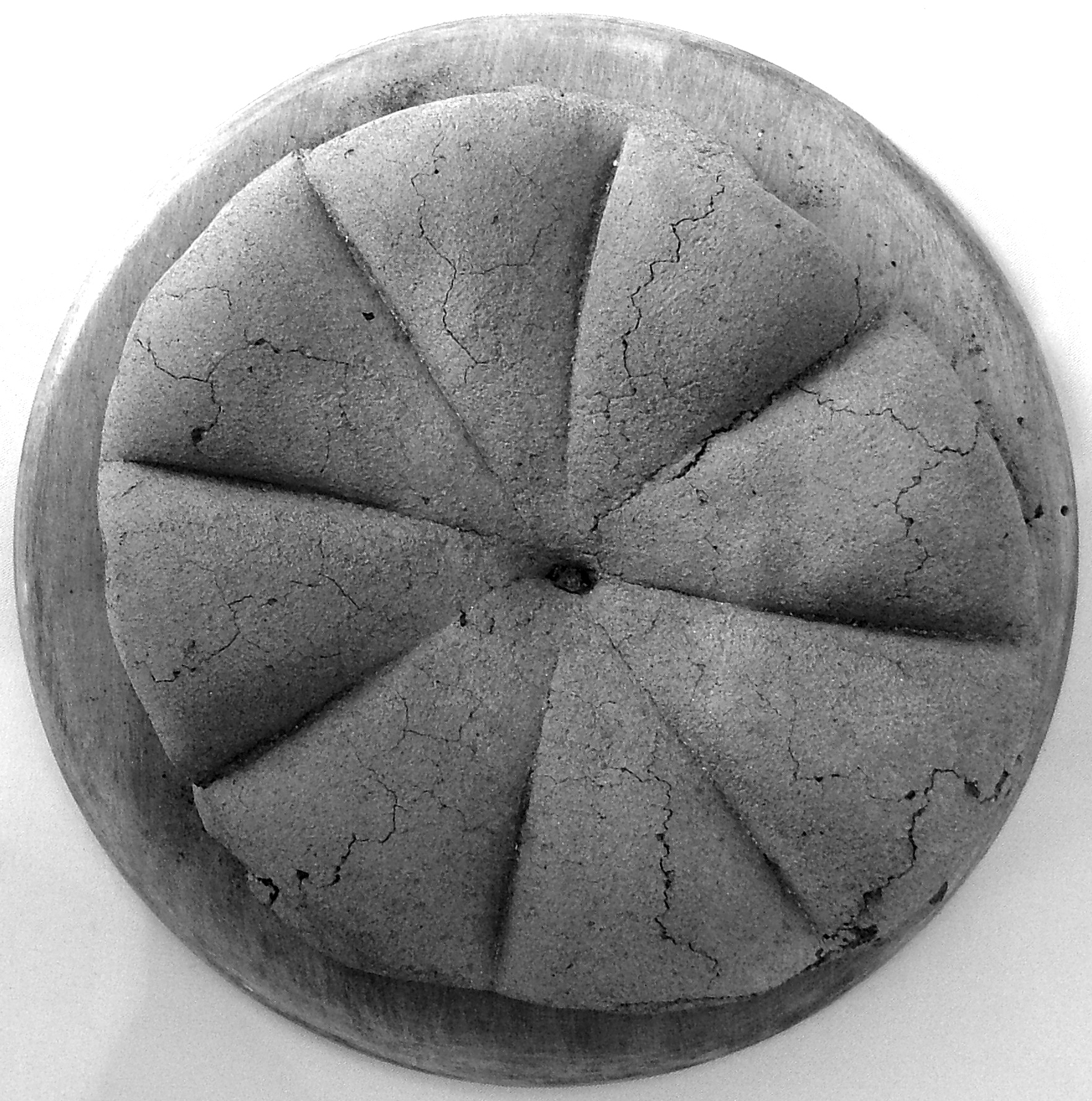
رغيف من الخبز وُجد في بومبي تحت أنقاض بركان فيزوف.

بالرغم من وجود العديد من الروابط الثقافية والتجارية بين الحضارة اليونانية والرومانية، إلا أنه يمكن القول أن الرومانيين لم يبدؤوا في إعداد الخبز قبل القرن السابع عشر والثامن عشر ق.م. وأن الخبز كان يُصنع في المنازل مع ظهور تأثير الثقافة اليونانية. وبسبب وجود الاعتقاد بأن تخمير الخبز يسبب تنجيسه فقد مُنع استخدام الخبز في تقديم القربان في الديانة الرومانية على مدار قرون. كاتو الأكبر هو الأول في السماح بتقديم الليبوم كقربان للآلهة (هو نوع من الحلوى يُقدم مع الجبن والبيض المسلوق). في البداية كانت عملية إعداد الخبز تتم بأيادي العبيد الذين كانوا يقومون بطحن الحبوب وعجنها. في القرن الثاني قبل الميلاد انتشر العديد من الخبازين من أصل يوناني في روما. كان للخبازين اليونانيين تأثير قوي في بلاد غال (فرنسا حالياً) فلقد بدؤوا في تخمير الخبز باستخدام الجعة مثلما كان يفعل المصريون القدماء. من بين الحبوب الأكثر استخداماً يظهر القمح بالرغم من أنهم كانوا يشعرون بالاشمئزاز من الشوفان؛ فلقد كانوا يعتقدون أنه غذاء الحيوان مما أثر على الطعام في أوروبا في القرون الوسطى. ولقد أشار بلينيوس الأكبر أنه في أوقات العجان كانت تقوم بعض القرى الإسبانية باستخدام عجين من البندق كبديل للخبز.
في عام 30 ق.م. أثناء حكم أغسطس كان من الممكن إيجاد حوالي 328 مخبزاً في روما. كان يطلق عليهم جميعاً اسم كوليجيوم (أي مجموعة من المخابز) وكانوا يخضعون لقوانين تعيق حرية إعداد الخبز من أجل الحفاظ على سر إعداده. تم عمل التماثيل لبعض الخبازين مثل ماركو بيرخيليو اوريساثيس؛ فلقد كانت مهنة الخباز مهنة هامة جداً خلال حكم الإمبراطورية الرومانية حيث كان يُقدم للشعب غذاءهم الأساسي. تُظهر الرسوم المحفورة على جدران مقابر الخبازين بعض مظاهر إنتاج الخبز: كان واضحاً استخدام الآلة في إعداد الخبز (كانت الخيول تقوم بتشغيل الطاحونة) وفي المدن فلهذا عندما يُقال أن شخص ما بارع في إعداد الخبز فإنه يصلح لتمثيل الشعب في مجلس الشيوخ.
كانت الحاجة للخبز أثناء القرن الأول في الإمبراطورية الرومانية كبيرة مما تطلب استيراد القمح من شمال إفريقيا وإسبانيا من أجل سد حاجة الشعب. وكان قيام الإمبراطورية باحتلال العديد من الأراضي يجبرهم على توفير القمح لشعوب الدولة. هكذا بدأ أغسطس الاحتلال الروماني للأراضي الإسبانية في أمبورياس (218 ق.م.) إلى أن تم احتلال شبه الجزيرة الايبيرية بالكامل عام 17 ق.م.. في القرن الأول قام الشاعر خوبينال بوصف عادة الأباطرة الرومان بتقديم هدايا من القمح وإقامة المسابقات من أجل إبعاد الشعب عن السياسة. كان يوليوس قيصر يأمر بتوزيع القمح أو بيعه بسعر بخس للأشخاص الأكثر فقراً إلى أن أصبح عدد المستفيدين مئتي ألف شخص، ثم أكمل أورليانوس هذه العادة موزعاً الخبز على ثلاثمئة ألف شخص يومياً.
كان الرومان يقومون بصناعة الدقيق الخام لاستخدامه في إعداد الخبز ذي أفضل جودة. ولقد تم التعرف على حجم الخبز وشكله الثابت عن طريق البقايا التي وجدت في بومبي بفيزوف، فلقد كان الخبز دائرياً وله شكل زهرة ذات بتلات. بعض أسماء الخبز بقيت إلى يومنا هذا مثل سيليجيس والمصنوع من الدقيق الفاخر وكان يأكله الأثرياء والاويترايوس الذي كان يُقدم مع المحار والبيشنوم الذي كان يحتوي على المكسرات وكان يتم تغميسه في الحليب المحلى بالعسل وخبز الكلب الذي كان جامد الملمس والشيباني الذي كان يُعد في قالب مخصوص. كانت الكعكات الرومانية واللاتي كانت تشبه البسكويت تحتوي على الجبن والعسل. وكانت تُسمى بلانشيتا وهي حالياً تُعد في إسبانيا ودول أمريكا اللاتينية. ومن عجين البلانشيتا تم إعداد أنواع مختلفة من الكعكات.
فرق الرومان بين أنواع الخبز بحسب وظيفته: وهكذا كانوا يطلقون اسم بانيس على الخبز المُعد خصيصاً للفيلقيين وكانوا يعدونه بطريقة خاصة لكي يبقى لوقت أطول بكي يناسب استخدامات الجنود الرومان، ولهذا الغرض قاموا باستخدام أفران عسكرية. كان يتم توزيع الأغذية في كثير من الأحيان بشكل الحبوب اللاتي كانوا يزرعونها لكي يتجنبوا أكل خبز سيء النوع. كانوا يضيفون إلى الخبز الملح والجبن والأعشاب العطرية (وفي بعض الحالات كانوا يضيفون لحم الخنزير المقدد). كان الجنود الرومان معتادين على طحن الحبوب بأنفسهم وخَبزها في الأفران، وفي بعض الأحيان كانت تقوم مجموعات من الجنود بإعداد العجين بطريقة سريعة وخبزه في وقت فصير مستخدمين الفحم. قامت الإمبراطورية الرومانية بتحسين الأدوات المستخدمة في طحن الحبوب ولهذا قاموا بإطلاق اسم الفرن الروماني على الفرن المستخدم حالياً للتسخين المباشر. على الرغم من ذلك كانت المطاحن تعمل من أجل توفير حاجة الشعب المتزايدة، ولقد قال بلينيوس الأكبر في كتابه تاريخ الطبيعة أنه لا يوجد مطاحن كتلك الرومانية. وهناك مثال لبعض المطاحن في إقليم فونتفيل بفرنسا والتي تُعتبر من أكثر الآلات المعقدة في ذاك الوقت. بالرغم من كل هذا فإن المخابز الرومانية لم تستطع الوصول إلى ما وصلت إليه اليونان من تقدم.
وعند مجيء المسيحيين كان الخبز المعد من الشعير يعتبر غذاء العبيد وكان يُقدم كقربان للآلهة. وقام المسيحيون أنفسهم باستخدام هذا النوع من الخبز في احتفالاتهم في أفخارستيا. كان مسيحيو روما يحكون عن القديس باتروكلو الذي استطاع أن ينجو من عاصفة بفضل قطعة خبز من الشعير مغموس في أجاج. ويحكي المؤرخ جورج نورز في أحد كتبه عن قيام بعض الشباب سيئ السمعة بتحضير خبز من حبوب الجاودار المنقوع في نوع سيئ من النبيذ، وكانت جان دارك تفضل نقع الخبز في النبيذ. في الولائم المقامة في الإمبراطورية الرومانية وفي العصور الوسطى كانت تظهر شخصية ترنتشير وهو شخص معه شوكة وسكين من أجل تقديم الخبز واللحم إلى الحاضرين. كان يُعتبر أكل الخبز الأبيض علامة من الرقي والانتماء إلى مرتبة اجتماعية عالية والخبز الأسود لعامة الشعب الفقراء.
بعد سقوط الدولة الرومانية ظهر القوط الذين صنعوا العديد من أنواع الخبز من بينها الثيباريوس وهو خبز جامد الملمس يُقدم للعبيد والفيرمينتاثيوس الذي يُعد مخموراً بين أنواع أخرى.

## العصور الوسطى

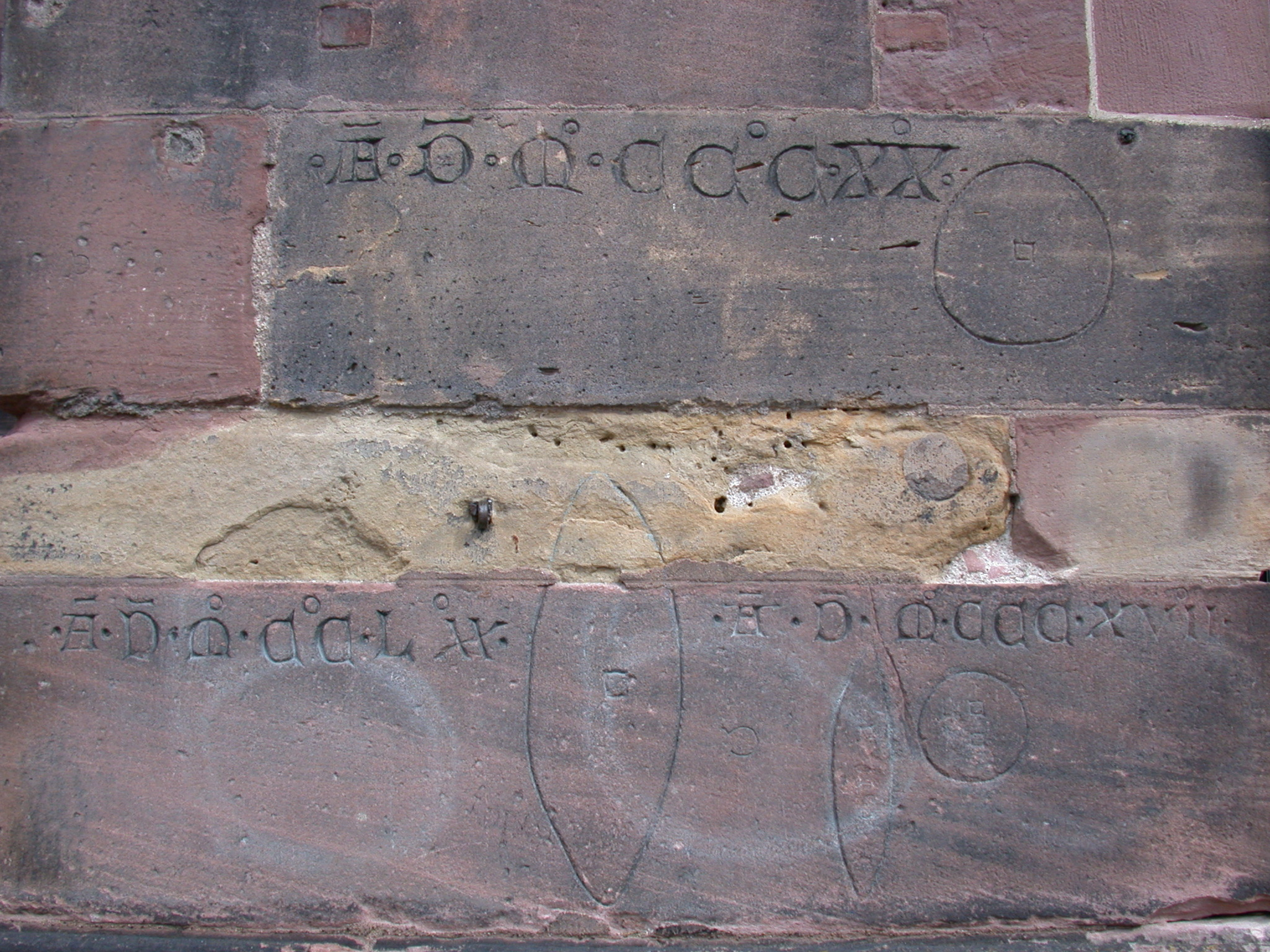
علامات على جدران إحدى الكنائس التي تعود للعصور الوسطى في ألمانيا والتي توضح الحاجة اليومية للخبز.

بالرغم من كون الشعير غذاء للفقراء، إلا أنه كان من الحبوب الأكثر استخداماً خلال تلك الفترة. عندما كانت تنقطع زراعة الشعير كان يتم استخدام حبوب أخرى مثل الشوفان. من الهام تذكر أن الحبوب لم تكن تُستخدم فقط في إعداد الخبز بل كانوا أيضاً يعدون الجعة خلال ذاك الوقت. خلال تلك الفترة نُسيت طريقة إعداد الخبز المخمر في بعض أجزاء أوروبا ونُسي أيضاً التفريق بين الخبز المخمور والغير مخمور، ولكن أعاد النورمانديون استخدام الخميرة مرة أخرى في عام 1191. أصبح إعداد الخبز مهمة مجتمعية،  ولهذا يمكن إيجاد أشخاصاً متخصصين في طحن الحبوب وآخرين في إعداد العجين وآخرين في إعداد الأفران اللاتي كانت تحت سيطرة سادة المدينة. كانت تقوم بعض القرى بإعداد الخبز الغير مخمر مثل اللفس وهو خبز مشهور في إسكندنافيا.
أثناء العصور الوسطى (منذ القرن السادس) ظهرت في المدن الأوروبية الكبيرة مهنة الخباز لهذا فليس من الغريب إيجاد خبازين يعملون في أحياء المدن المكتظة بالسكان. في المدن أثناء العصور الوسطى كان ممنوعاً العمل أثناء الليل ولكن تم إعفاء الخبازين من ذاك القانون. كان شارمان حريصاً على أن يظل عدد الخبازين كما هو في المدن خلال حكمه ولقد فرض الرقابة على تلك المخابز من أجل التأكد من نظافتها. تم إدخال أثناء تلك الفترة الأفران ذو الحطب من أجل إعداد الخبز. وبسبب استخدام الأخشاب فلقد كانوا يبنون المخابز في مناطق بعيدة عن المدن بالقرب من الأنهار خوفاً من الحرائق اللاتي قد تشتعل. كان يتم حكم إدارة المخابز بواسطة بعض الأسياد أو السلطة الدينية وكان يعمل به العديد من الخبازين. كان على الخباز أن ينقل عجين الخبز إلى المخابز، فكان هناك شخص مسؤول عن الأفران وآخر عن إشعال الفحم المُستخدم في إشعال الفرن. كان أصحاب المخابز يجعلون الخبازين أن يعملوا في المخبز لوقت طويل (لسبع سنوات) ثم بعدها يحصلون على لقب الخباز. كانت أعمال الخبازين صعبة وكانت ساعات العمل طويلة فكان دائماً الخبازين مشغولين.
من أجل الحصول على الخبز كان يقوم الزبائن بتقديم بشكل مسبق الدقيق لإعداده. لم يتم إدخال مطاحن الرياح في أوروبا حتى الحملة الصليبية الأولى، وكان استخدامها يسهل عملية إعداد الخبز ويجعله أكبر حجماً. إذا قام أحدهم بتقديم خمسة أرطال من الدقيق فإن الخباز عليه أن يعطيه ثلاثة أرطال من الخبز. كان الخباز يستطيع أن يعطي الخبز للزبون الفقير الذي لا يملك الدقيق من أجل إعداد الخبز ثم يطالبه لاحقاً بذلك الدقيق، فلقد كان الخباز هو أكثر الأشخاص الذين كانوا يعطون الأفراد القروض. ولقد ظهرت أهمية الخبز في الوثيقة العظمى المكتوبة عام 1215. في بعض الأحيان كان من الممكن إيجاد في الحوائط الخارجية للكنائس الرسومات التوضيحية لشكل وحجم الخبز من أجل تجنب غش الخبازين للزبائن. في عام 1039 ظهر في بعض بلدان أوروبا مرض تسمم الأرغوتي بسبب احتواء دقيق الشوفان على الأرغوت والذي كان يؤدي إلى ظهور الهلوسة والهذيان مما أدى إلى ظهور أولى علامات التسمم الغذائي. ولقد تم ظهور أولى مطاحن الرياح في قرية في إنجلترا.
ولقد أدى تحسن بناء المنازل والأبنية التجارية إلى ظهور إمكانية احتواء تلك الأبنية على الأفران. ولقد قرر الملك فيليب الثاني أغسطس إلغاء القوانين التي وضعها مسبقاً شارمان وأقر إمكانية احتواء المخابز الفرنسية على أفران الفحم. ولقد أشار الملك كارلوس السادس في وثيقة أنه من الهام الإبعاد بين حوائط المنازل عن حوائط المخابز. ولأن شعب شمال أوروبا كان في ازدياد فكان من الهام استيراد الحبوب من بلدان أخرى مما أدى إلى خلق شبكة من العلاقات البحرية مع العديد من القرى والبلدان الأوروبية مثل لندن وبوسطن وبروج وأنتوريب ودول أخرى على ساحل البحر الأبيض المتوسط، خصوصاً أمستردام ومع هامبورغ التي كانت تقوم بالربط بين شرق وغرب أوروبا. كانت كل هذه الدول تتاجر في القمح والشعير. في بعض الدول مثل إنجلترا قاموا بخلق روابط تجارية خصيصة من أجل خبز الشعير والقمح حتى عام 1569 عندما قامت الملكة إليزابيث الأولى بتوحيدهم.
وفي حقبة المستعربين كان يتم زراعة القمح وهو الغذاء الأساسي للإسبان خلال ذاك الوقت. كان يقوم كل مواطن بعجن الخبز وتجهيزه بشكل مميز من أجل تسويته في الأفران العامة. لقد ظهرت نقابة الخبازين في القرن الثاني عشر في مدينة برشلونة ولقد ظهرت أولى القوانين المنظمة لإعداد الخبز في إسبانيا في القرن الخامس عشر، ولقد ظهرت أيضاً أوصاف لمطاحن الرياح واللاتي قام بها الأندلسيين.
قام الملك هنري الثالث بفرض قانون من أجل تنظيم أسعار الخبز والجعة لتفادي حدوث حالات الغش والمجاعات. كان هذا القانون الأول في أوروبا لتنظيم إعداد عنصر غذائي وظل ساري بين عامي 1266 و1671. نتيجة تحول الأحياء إلى مدن، كان يقوم النبلاء بفرض القوانين لمنع تحكم الخبازين في أسعار الخبز.
في أمريكا اللاتينية كانت الحبوب الأكثر استخداماً هي الذرة التي أضيفت إلى العديد من الأغذية مثل: خبز التُّرتية والتمال. كان السكان الأصليون يستخدمون الذرة قبل وصول الأوروبيين إلى أمريكا، ولقد أشار كريستوفر كولومبوس إلى الذرة لأول مرة في يومياته المكتوبة في يوم 5 نوفمبر لعام 1492. ومن الحبوب اللاتي كانت تُستخدم في أمريكا اللاتينية تظهر القطيفة المذنبة والكينوا. عند وصول الحملات الأوروبية إلى جنوب القارة الأمريكية ظهر نوعان من الحبوب واللاتي حملوها الإسبان في أمتعتهم: القمح والشعير. ولقد حاول أصحاب الحملات زراعة الحبوب اللاتي جلبوها معهم من أوروبا وقاموا ببناء المطاحن من أجل إعداد الدقيق. ولأن قادة الحملات الإسبانية لم يجلبوا كميات كبيرة من الحبوب إلى أمريكا اللاتينية كان عليهم استخدام الذرة. ولقد انتشر استخدام الخبز المصنوع من القمح والشعير بين سكان القارة الأمريكية وكان الإسبان هم من يتحكمون في الأسعار. كان يتم نقل القمح إلى أوروبا وأسيا من أجل مزجه مع دقيق القمح والشعير مما أدى إلى ظهور العديد من أنواع الخبز مثل حساء الشعير في إيطاليا والعيش المرحرح في مصر وماكاي في الهند.
ولقد أدى الاحتلال الإسباني في شمال أمريكا اللاتينية إلى ظهور مزيج غذائي وثقافي بيت أوروبا وأمريكا. كان السكان الأصليون يأكلون نوع من الخبز المحمر والذي كان منتشراً بشكل كبير بين قبائل الجنوب الغربي للقارة مثل قبيلة النافاجو التي كانت ولا تزال تعد هذا الخبز حالياً. ولقد قامت المستعمرات الأوروبية بإدخال نظام قياس والذي لا يزال مستخدماً حتى اليوم في كتب إعداد الخبز الأمريكية. وبين السكان الأصلين ظهر العديد من الشخصيات منهم من ساعد الأوروبيين في التعايش في أرضهم ومن بينهم نجد سكانتو الذي علم أوائل الأوروبيين كيفية طهي الذرة والصيد. ونتيجة ارتفاع الحاجة للحبوب فلقد تم زراعة القمح مع الذرة من أجل سد الحاجة.

## عصر النهضة

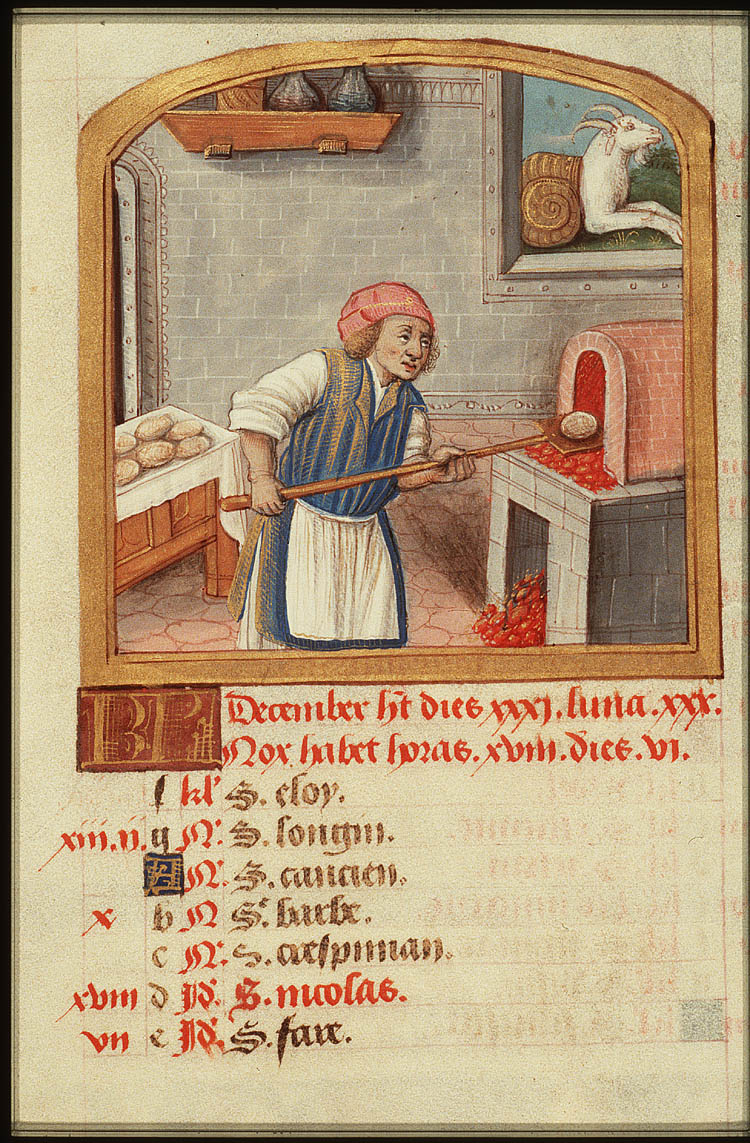
صورة لرجل يعمل في المخبز.

اكتسب الطهاة الإيطاليون في أوروبا الشهرة بسبب مهارتهم إعداد الخبز ولهذا فإن العائلات الثرية الإنجليزية والفرنسية اعتادوا على جعلهم طباخين في منازلهم، وهم من أدخلوا نوع جديد من الخبز وهو حالياً البسكويت. وتعود أول حلوى من العجين الاسفنجي إلى عام 1615. وتعود أول معاهدة حول إعداد الخبز في اللغة الفرنسية إلى عالم الكيمياء بول جاك مالون، وفي نفس الوقت بدأ بارمنتير في الإعلان عن البطاطس كعنصر غذائي في أوروبا مما أدى إلى اعتقاد أن البطاطس ستحل محل الخبز ولكن من الغريب قيام بارمنتير نفسه بافتتاح أول مدرسة لتعليم إعداد الخبز في 8 يونيو لعام 1780. والذي حضر افتتاحها بنجامين فرانكلين كسفير للولايات المتحدة في فرنسا. وفي هذه المدرسة كان يتم تعلم طرق جديدة لإعداد الخبز والتي بينها نجد استخدام دقيق البطاطس، ولكن أغلق المؤتمر الوطني الفرنسي المدرسة. أعلن بارمنتير عن إمكانية استخدام المطاحن كأداة للحرب ولقد حاز هذا التصريح على إعجاب قادة الجيش. وبجانب هذا أعلن أن: «صحة الأمم تقاس بجودة الدقيق». ونتيجة ظهور الأفران الأحدث في القرن الثامن عشر فلقد ارتفع إنتاج الخبز بشكل كبير.
أثناء الحملات الحربية الفرنسية أبرز نابليون الأول اهتمام خاص بالخدمات اللوجستية ففي رأيه هي هامة مثل المقذافية ولهذا خلق كيان خاص بالخبازين وهذا الفعل تم ظهوره بين قوات الأعداء إلى أن بدأ الجيش الروسي بامتلاك الخبازين. وكان الجنود الفرنسيون يأكلون الخبز مرتين لكي يتمكنوا من مواصلة المحاربة. وإن نقصان الخبز كان ضمن أسباب فشل الفرنسيين في مواصلة حصار روسيا بالإضافة إلى البرد القارص.
ولقد أدى استخدام الزبد والسكر في إعداد الخبز في القرن الخامس عشر بالإضافة إلى استخدام الشوكولاتة إلى التفريق بين الإعداد التقليدي للخبز وبين الحلوى. في القرن السادس عشر بدأ التفريق بين الخبازين وصناع الحلوى. وظهرت عدة أنواع من الخبز مثل الباغيت (الخبز الفرنسي) ويعود أصل شكله إلى قيام الجنود الفرنسيون بوضعه في جيوب سراويلهم، ولكن العديد من المؤرخين أنكروا ما سبق قائلين أن تاريخ هذا الخبز إلى القرن العشرين. ولقد تسبب الباجل في حدوث خلاف بين المؤرخين والمعروف عنه أنه من أصل يهودي وكان قد ظهر لأول مرة في بولندا في القرن السابع عشر. ولقد ظهر الكرواسون لأول مرة في مدينة بودابست في عام 1686.
يُحكى أنه من أجل الوصول إلى مركز المدينة كان الأتراك يحفرون أنفاق طوال الليل ولكي لا يتم إصدار أية ضوضاء من جانبهم يمكن ملا حظتها كان الخبازون يعملون طوال الليل من أجل تغطية تلك الضوضاء. وبعد الوصول إلى النصر قام الخبازون بإعداد عجينة تشبه القمر. من الهام ذكر أن حريق مدينة لندن في اليوم الثاني من سبتمبر لعام 1666 كان قد بدأ في مخبز.
وكان يتم مراقبة أسعار الخبز بعدة طرق في كل منطقة حسب نظامها الحاكم، ففي عام 1594 كان الخبازون الفرنسيون مجبرين على ترك علامة مميزة في كل قطعة خبز من أجل تفادي الغش من جانب الخبازين ولقد استمرت تلك العادة حتى فترة حكم داجوبيرت الأول في بداية القرن العشرين. تم فرض ضريبة على الملح جعلت الخبازين الفرنسيين بدؤوا في استخدام هذا النوع من التوابل. لهذا كان معروفاً أن الطبقات الأرستقراطية كانت تأكل الخبز المملح. وأثناء الثورة الفرنسية تم تخفيض سعر الملح مما أدى إلى انتشار الخبز المملح بين جميع طبقات الشعب. وفي هذه الفترة ظهرت عجينة الفطير والمعكرونة وظهرت أيضاً كتب الطهي اللاتي كانت تحتوي على طرق إعداد الخبز والحلوى والبسكويت.
بالرغم من وجود العديد من الاختراعات والتي يتم استصلاحها في العديد من الحضارات فإن الساندوتش هو اسم يعود إلى رجل أرستقراطي وهو جون مونتتاجو وهو من أطلق هذا الاسم على أحد أشهر المنتجات المصنوعة من الخبز والتي يعود تاريخها إلى عام 1765. لم يتم تقديم الساندوتش في الطعام الأمريكي حتى عام 1840 عندما قامت الطابجة اليزبيث ليسلي بوصف طريقة إعداد الشطيرة في كتابها. وفي هذا الوقت بدأوا في إدخال الخبز مع الصلصات عندما قامت ماري أنطونيو بوصف تلك الصلصات في كتبها.
وفي إيطاليا في القرن السابع عشر ظهر للمرة الأولى عنصر غذائي جديد في نابولي وهو يشبه نوع قديم من الخبز ولكن يُسمى فوكاتشيا والذي كان يصطحب بصلصة من الطماطم وهو الآن يُطلق عليه اسم البيتزا. وفي عام 1830 بدأ بيع البيتزا في أماكن عامة في الهواء الطلق وكان أيضاً يبيعها الباعة الجائلون. إن أول مكان خُصص لبيع البيتزا كان بورت البا وهو لا يزال موجوداً حتى الآن. في عام 1792 قام جون برسون من نيوبريبورت لأول مرة بإعداد الخبز على شكل شابورة والذي كان يُعد من الدقيق والماء والذي حقق نجاح كبيراً بين البحارة.
وبدأ عالم العلم والعلماء في الوصول إلى عدة تفسيرات لعدة ظواهر متعلقة بالخبز فلقد اكتشف أنطوني فان ليفينهوك أن الخميرة المستخدمة في الخبز والجعة هي كائن حي. وفسر لوي باستير لأول مرة ظاهرة التخمير الكحولي ومن هنا تغيرت صناعة الخبز وظهرت العديد من الاكتشافات والاختراعات حول التخمير.
ومع انطلاقة الثورة الفرنسية أخذ الشارع يطالب «بخبز المساواة» الخبز الأبيض للجميع وشهد القرن التاسع عشر الجيل الأول من آلات العجن والمطاحن الأوتوماتيكية وفي عام 1836 فتح في باريس مخبز بعجانة آلية تديرها مجموعة من الكلاب ثم العجانة البخارية مع المطاحن البخارية التي اختفت مع ظهور المطاحن التي تعمل بالأسطوانات المعدنية ثم الآليات الحديثة المبتكرة.

## الثورة الصناعية

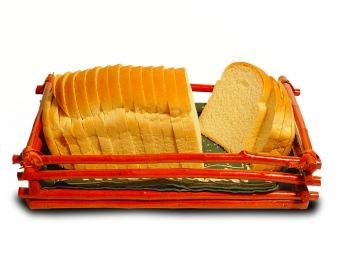
خبز مقطع لشرائح وهو أحد أهم تطورات الثورة الصناعية.

في القرن الثامن عشر بدأ البحث عن طرق جديدة لتخمير الخبز. قامت الطاهية اميلي سيمونز في عام 1796 بنشر وصفات طرق الطعام اللاتي تُستخدم بها كربونات البوتاسيوم ووصفته قائلة أنه حمض قلوي وأنه عندما يتفاعل مع الحمضيات ينتج غاز وهو ثاني اكسيد الكربون، وهكذا يمكن اعتبار كربونات البوتاسيوم كخميرة كيميائية والتي تم تطويرها في الفترة بين 1830 و1850. إن اكتشاف هذا النوع من الخميرة الكيميائية أدى إلى ظهور طريقة جديدة لإعداد العجين والخبز مثل خبز الصودا في ايرلندا. ولقد ظهرت شركة متخصصة في نشر هذه الطريقة لتخمير العجين في عام 1853 وكانت تقوم بتوزيع أظرف بها محتوى الصودا وهذه الشركة تسمى رويال باكنج بودر وفي عام 1929 تعاونت تلك الشركة مع شركات أخرى. في نهايات القرن التاسع عشر ظهر في شمال أمريكا كورن بريد وهو خبز مخمر مصنوع من دقيق الذرة.
ولقد أدت الثورة الصناعية إلى ظهور أفضل أنواع المطاحن واللاتي أدت إلى ارتفاع إنتاج الخبز بشكل كبير بالرغم من ظهور حالات الغش بشكل كبير. ولقد أدى هذا التطور الصناعي إلى اضمحلال الصناعات الأولية وخصوصاً في المناطق الصناعية. في الولايات المتحدة قام أوليفر افانس بتطوير آلات البخار اللاتي تقوم بطحن كميات كبيرة من الحبوب في وقت قصير نسبياً. ولهذا فإن فيينا تحولت في آخر القرن التاسع عشر إلى المدينة الأوروبية الأولى في صناعة الخبز ويعود جزء كبير من تطور إعداد الخبز طحاني المجر بسبب الجهود المبذولة من جانب استيفان سنريشيتي واللاتي أدت إلى قيام حكومة مينيسوتا في عام 1873 بالتعاقد مع طحاني فيينا من أجل اكتساب خبراتهم.
كان تعداد سكان العالم في عام 1800 حوالي مليار ثم وصل في خمسين عاماً إلى مليار وثلاثمائة مليون شخص ولم يتوقف نمو السكان إلى أن وصل إلى ستة مليارات شخص في بدايات القرن الحادي والعشرين. ولقد أدى هذا النمو السكاني المستمر إلى إجبار الدول على تحسين إنتاج بعض الأغذية الأساسية والتي من ضمنها الخبز وخصوصاً في منطقة الشرق. ولهذا أيضاً استخدمت الأسمدة لإنتاج أنواع أفضل من الحبوب، فقد استخدمت آلات البخار في صناعة الخبز وفي المواصلات. لقد أدى هذا التغيير إلى ظهور علامة مؤثرة في النمو الاقتصادي في دول الاقتصاد الناشئ مثل الولايات المتحدة والتي بدأت تستقبل الأوروبيين على أرضها، ولهذا من السهل ملاحظة انتقال الكثير من العادات المتصلة بالخبز من أوروبا إلى أمريكا الشمالية. في إنجلترا حدّد مجلس العموم المنتجات التي تحتوي على الحبوب، وتم فرض الضرائب فهذه الإجراءات هي التي خلقت الاقتصاد المستقر، ولكن بمرور الوقت تم شطب هذا القانون مما أدى إلى ظهور التجارة الحرة. وقام فرانسوا أراغو في عام 1850 باختراع العجان الآلي.
وفي الولايات المتحدة الأمريكية أثناء الحرب الأهلية الأمريكية ظهرت جملة أبراهام لينكولن الشهيرة: «الخبز يعني الانتصار»، فإن الولايات الشمالية كانت تمتلك الخبز أما الولايات الجنوبية فلم تكن تملك شيئاً. وبعد مرور تلك الفترة قام أبراهام بتحسين آلة الحصاد وأنشأ شركة دولية عام 1902. وأدى هذا الاختراع إلى أن أصبح جمع الحبوب يتم بشكل أكثر فعالية مما أدى إلى ارتفاع إنتاج الخبز. من الهام فهم أنه حتى القرن السابق كان يتم جمع الحبوب بواسطة المنجل والمحش وهي آلات يدوية تعتمد إجمالاً على الجهد الإنساني. ولم يكن اختراع أبراهام خالياً من الجدال؛ فلقد قال أوبد هوسي أنه هو من قام باختراع هذه الآلة. في أوروبا كان الوضع مختلفاً، فقد كانوا يبحثون دائماً عن طرق تحسين حالة الأراضي التي كانت تُزرع بالحبوب عن طريق استخدام بعض المواد الكيميائية، في حين كانت أمريكا الشمالية تقوم بتحسين الآلات.
ولقد أدى استخدام المكونات والإضافات المختلفة إلى خلق نوع من الاختلاف بين مستخدمي الخبز الأمريكان، مما جعل القس سلفستر غرام في عام 1822 يقوم بإضافة الخبز غرام كجزء من النظام الغذائي الصحي. ثم اخترع الطبيب الأمريكي جون كيلوج مع شقيقه ويل كيلوغ رقائق الشوفان للإفطار متأثراً بفكرة غرام. أسس الشقيقان في عام 1906 شركتهما الخاصة. وفي أوروبا انتشر أثناء عصر فكتوري الخبز الأبيض المصنوع من القمح والذي كان يُعتبر علامة للجودة: وهذا ما أكدته اليزبيث بيتون في العديد من كتبها. وفي عام 1876 استفاد كلٌ من تشارلز وماكس فليتشمان، وهما من المهاجرين من الإمبراطورية النمساوية المجرية في الولايات المتحدة، من الفرصة التي قدمها لهما المعرض العالمي في فيلادلفيا بتقديم الخميرة التي تُفعّل فقط باستخدام الماء، وهي تُستخدم حالياً في إعداد الخبز.
في نهايات القرن التاسع عشر تم تطوير عدد من الاختراعات التي تجمع بين الخبز وما يُسمى بالطعام السريع. هذه الاختراعات التي شكلت جزءاً من المطبخ الأمريكي أدت إلى ظهور أنواع عديدة من الخبز في مناطق مختلفة. في عام 1885 قام تشارلي ناجرين بطرح فكرة وضع قطع من اللحم المفروم بين قطعتين من الخبز المُغطى بالسمسم وهكذا اخترع الهمبرجر، وأدى هذا الاختراع إلى ظهور خلاف بين المطاعم الأمريكية. في عام 1870 قام مهاجر ألماني يُدعى تشارلز فيلتمان بوضع النقانق في نوع خاص من الخبز فكان ظهور الهوت دوغ. منذ بدايات القرن العشرين بدأ الجمع بين الخبز مع العديد من الأغذية سريعة التحضير وهذا النوع من الطعام كان قد انتشر في المجتمعات العمرانية والصناعية.
في عام 1850 أصبحت روسيا وأمريكا أحد أهم مستخدمي حبوب القمح الأوروبي. كان القمح مقبولاً بين الدول اللاتي كانت تستخدم الحبوب مما جعل المخابز تقوم ببيع كميات كبيرة من الخبز الأبيض بين القرن التاسع عشر والعشرين. وأثناء الحرب العالمية الأولى قام الإنجليز بمنع استيراد القمح الألماني مما أدى إلى ظهور أزمة في الخبز. وأدى انتصار ألمانيا في عام 1915 إلى تعديل هذا الوضع لوقت. وأدت سياسة وودور ويلسون في الولايات المتحدة المحايدة إلى قيام الحلفاء بطريقة غير مباشرة بدعم ألمانيا وهو الأمر الذي أدى إلى خسارة الجبهة. وبعد انتهاء الحرب، في عام 1941 قامت شركة الخبز القاري بعدة اكتشافات حول طحن القمح. وفي عام 1924 أسس أمريكي شركة ورد باكنج والتي بها يتم إعداد الخبز دون أي تدخل من الإنسان وهكذا بدأت تظهر الآلات التي تقوم بصناعة الخبز بطريقة حديثة.
وفي الدول العربية، لم تختلف بغداد عن باقي مدن العالم في موضوع صناعة الخبز إلا بأسلوب الشوي وأدواته واستخدام وسائل العجن والخميرة التي استخدمها المصريون أول مرة في التاريخ وعندما بدأت بغداد كمدينة حديثة على يد أبو جعفر المنصور كانت أسواقها تحتوي على مخابز الخبز التي يديرها الفرانون كما كان يطلق عليهم وكان الفرن الحجري أو الطيني هو الوسيلة المعتمدة في شي الخبز والحطب هي الوسيلة التي تؤمن النار لهذا الفرن وظلت الحالة هكذا حتى مرحله قريبه من تاريخ بغداد وهي نهاية القرن التاسع عشر وبداية القرن العشرين حيث دخل النفط ومشتقاته في عمليه الشوي ودخلت الكهرباء في عملية العجن والشوي أيضا وكذلك مساعدات التصنيع مثل الخميرة الفورية والحليب والسكر والمطعمات وغيرها. يمتاز الخبز البغدادي بشكله الدائري وخفة سمكه وحاشيته ومنه المثقب ويكتسب طعمه اللذيذ من وراء التنور الطيني الذي يصنع من طين خاص (الحر) ويميل لون الطين إلى الاحمرار وكثيراً ما يتوفر في انعطافات النهر ويسميه البعض بالطمى النهري ويمتاز أهل الوسط والجنوب بصناعة التنور وبأحجام مختلفة قد تصل إلى خمسة أحجام منها الصغير الذي يستوعب من 3 – 4 أرغفة في كل وجبة وإلى الحجم الذي يستوعب من 8 – 12 رغيف وهذا الحجم الأخير يحتاجه أصحاب المخابز ويضيف الحطب المستخدم في الشوي النكهة الخاصة في طعم الخبز البغدادي وخاصة حطب الطرفة أو سعف النخيل. في مطلع القرن العشرين وحتى عقد الستينات منه كانت اغلب العوائل البغدادية تصنع خبزها بأيديها ولكل عائله عدة العجن (نجانه – منخل - مخده – مشعل - صينيه – (مشاره) وهي قماش تنظيف التنور- الحطب) إضافة إلى التنور الذي لا توجد عائله بدونه على السطوح أو في زوايا فسحة البيت وكانت بعض العوائل تشترك في تنور واحد وخاصة منها التي لا تمتلك تنور أو التي تسكن بشكل مشترك في بيت واحد (نزل) وكانت المخابز محدودة جدا وتسمى (المعمل) وكان من المعيب شراء الخبز من المعمل لأنه يدل على تقاعس ام البيت وإهمالها وحتى في حالة مرضها فأن جيرانها يقوم بواجب الخبز لها ولا تشتري من المعمل.. كانت أسعار خبز المعمل (4 فلوس) للرغيف الواحد قبل أن تصبح الآن خمسة فلوس عام 1960 ويستفاد من المخابز العمال أو المقطوعين بدون عائله وأصحاب المطاعم وللتفريق بين خبز المعمل كان الخبز في البيت يسمى (خبز بيوت).
أنواع الخبز البغدادي الخبز العادي وهو ما يكون عادة متوفرا بشكل دائم في المنزل، وخبز العروك وهو الخبز المخلوط باللحم والبصل والكرفس أو المعدنوس مع الكركم وبعض البهارات ويميل لونه إلى الأصفر بسبب الكركم ويكون سمكه أكثر من الخبز العادي، وخبز التفتوني وهو الخبز الإيراني أو الأفغاني الأصل الذي قدم إلى بغداد مع الأفغانيين المشهورين بخبزه وصناعته وهو عباره عن خبز عادي ولكنه مثقب ومستطيل أي بيضوي الشكل وكبير الحجم، وخبز السكر وهو المريس ويخلط مع العجين كميه من السكر والسمن (الدهن) ويكون صغيراً نوعاً ما، وخبز (رقاق) وهو عبارة عن أقراص هشة خُبزت على قرص حديدي يسمى (التاوه).
وفي سوريا ولبنان ظهر الخبز المرقوق وظل معظم الناس، ولمئات السنين، يتناولون الخبز المعد من الدقيق الكامل أو الأسمر أو أنواعًا أخرى من خبز الحبوب الكامل. وكان سعر دقيق القمح الأبيض الكامل مرتفعًا بشكل كبير، حيث كان طحنه يستغرق ساعات طويلة من العمل اليدوي. وخلال نهاية القرن التاسع عشر، طوّر أصحاب المطاحن آلات لطحن الدقيق الأبيض بثمن زهيد. وبحلول القرن العشرين، أصبح الخبز الأبيض غذاءً شائعًا.

## العصر الحديث

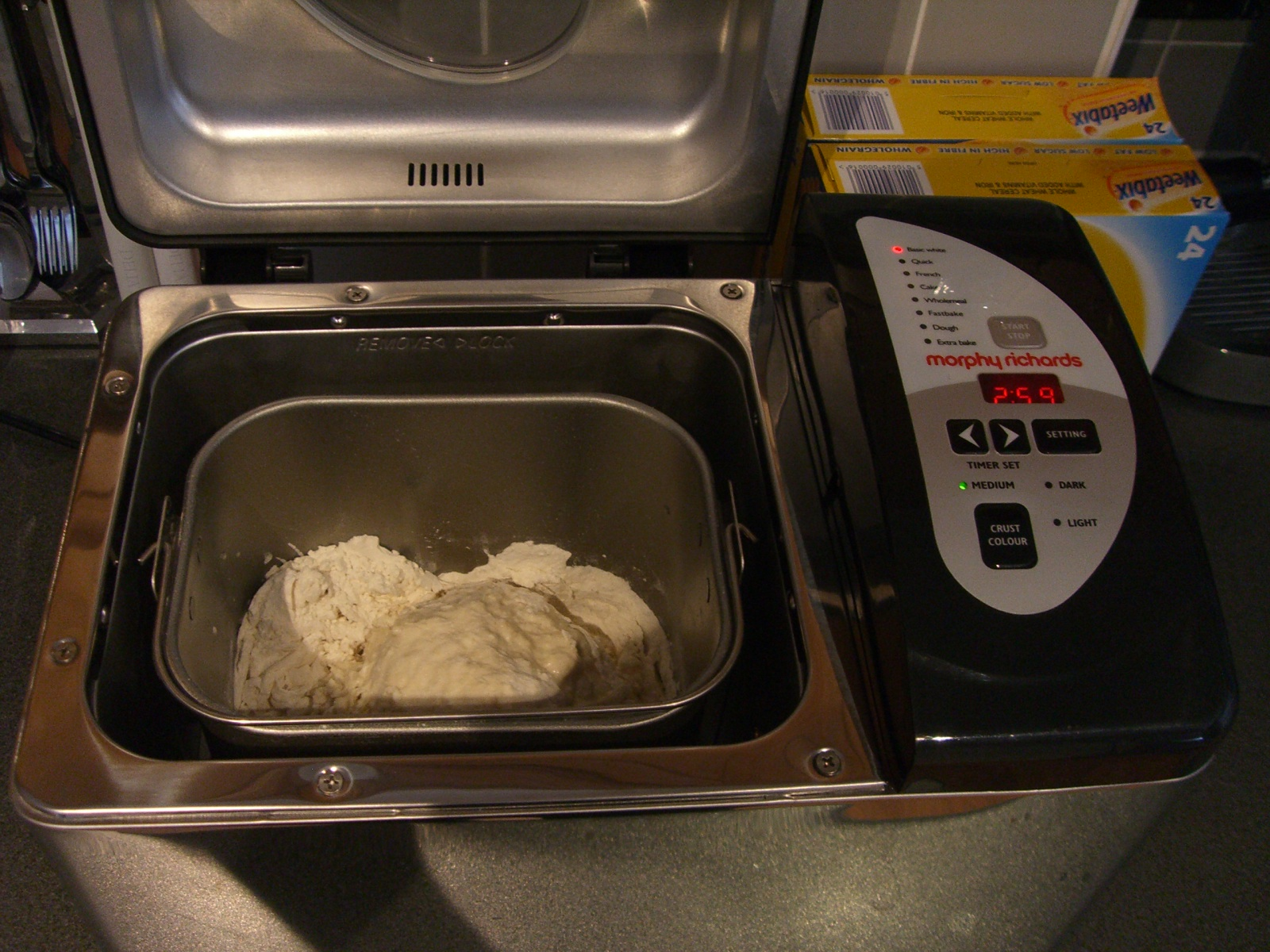
آلة حديثة لإعداد الخبز في المنزل.

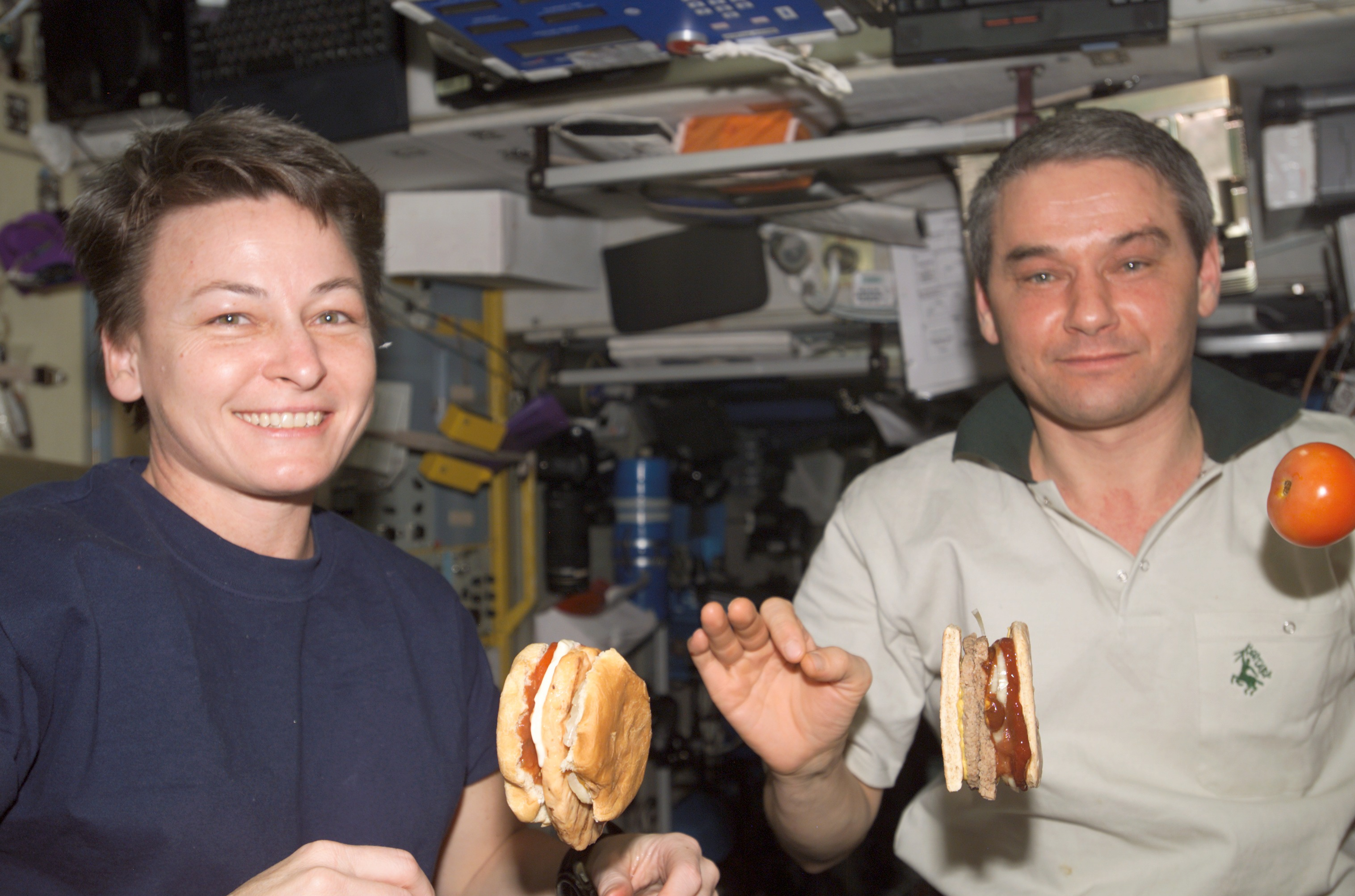
صورة لرواد فضاء يأكلون الهامبرغر. أصبح الخبز شيء أساسي في رحلات الفضاء.

أدى التقدم العلمي الذي ظهر على مدار القرن التاسع عشر إلى ظهور أشكال وأنواع عديدة من الخبز مثل خبز فيينا والذي يتم استخدام بخار الماء في أولى خطوات إعداده؛ فهذه الخطوة تؤدي إلى ظهور قشرة خارجية قوية. ولقد تم وصف هذه الخطوة لأول مرة في عام 1907. ولقد أدت هذه الطريقة إلى ظهور أحد أكثر أنواع الخبز شهرة في العالم وهو خبز الباغيت. ويقول بعض المؤرخون أن هذا النوع من الخبز لم يتم ظهوره حتى القرن العشرين. إن أفضل ما قدم الأمريكي أتو فريدريك روويدر في عام 1912 هو آلة لقطع الخبز في شرائح. لكن في البداية رفضت بعض المخابز استخدام هذه الآلة لأن الخبز المقطوع بهذا الشكل يحصل على تلك القشرة الخشنة مبكراً حتى قام روويدر باختراع آلة أخرى عام 1928 والتي تقوم بقطع الخبز وتقوم بتعبئته وهكذا اختفت ممانعة الخبازين لهذه الآلة. وكان أحد مخابز تشيليكوث (ميزوري) أول المخابز اللاتي استخدمت هذا النوع من الآلات. وتم بيع هذا الخبز بنجاح بفضل شركة ووندر بريد والتي قامت بإدخاله في السوق عام 1930. ولقد تم إعداد خبز فيينا في فرنسا في النصف الثاني من القرن التاسع عشر وكان بارون زانغ هو أول من قام بتقديمه بفضل وجود رابطة الخبازين الفيينية.
في عام 1927 في مدينة براغ تجمع علماء ومهندسون من 15 دولة أوروبية من أجل مناقشة المشاكل المتعلقة بإعداد الخبز، وحصل أول اجتماع على اسم المؤتمر الدولي للحبوب والخبز (برعاية الجمعية الدولية للحبوب الكيميائية). وبعد هذا المؤتمر قاموا بتنظيم مؤتمرات أخرى نصف سنوية. وخلال سنوات الكساد الكبير حاولوا لأول مرة في التاريخ أن يضيفوا للخبز الفيتامينات ومضادات التأكسد والحديد من أجل تحسين الغذاء. قام لويس بونويل بإخراج فيلم وثائقي يُدعى أرض بدون خبز حيث أظهر الاقتصاد الإسباني لهذا الوقت.
في الحرب العالمية الثانية تم ترشيد الاستهلاك للعديد من الأغذية ولكن لم يكن الخبز ضمن تلك الخطة، لكن تم ترشيد استهلاك هذا العنصر بعد انتهاء الحرب بدايةً من عام 1946. وفي فترة ما بعد الحرب في اليابان قام وزير الصحة الياباني بتقديم النصح للشعب بتناول الخبز المصنوع من القمح بشكل أكبر، مما أدى إلى انتشار الخبز الأبيض في اليابان. وأثناء الحرب العالمية الثانية بدأ وزبر الزراعة الألماني بنشر فوائد الخبز المصنوع من الشعير ثم قاموا باستخدام دقيق البطاطس. وبعد انتهاء الحرب بذلت الحكومات الأوروبية العديد من المحاولات لتحسين إنتاج الحبوب. وبفضل الدراسات التي أجريت في بدايات القرن العشرين تم تقوية الأراضي الزراعية باستخدام الأسمدة اللاتي كانت تضاعف الإنتاج، وكان يتم استخدام مبيد الأعشاب والفطريات من أجل تفادي الحصول على محصول سيء.
في عام 1957 وقعت بعض الدول الأوروبية معاهدة تُدعى اتفاقية روما والتي شكلت جزءاً من السوق الأوروبية المشتركة والذي أنشأ سوقًا مشتركًا للحبوب بين منتجات أخرى. وفي الاتحاد السوفيتي في عام 1963 أدى حدوث إخفاق في نظام الإنتاج إلى حدوث قلة في الحبوب مما أدى إلى حدوث أزمة في الخبز، فقام نيكتا خروتشوف بفرض ترشيد الاستهلاك على الدقيق لكي يظهر الخبز بشكل أكبر وهذا الخبز كان يسمى خبز خروتشوف. والآن يُباع هذا الخبز كنوع من الذكرى لهذه الفترة.
إن أحد التطورات التي حدثت في القرن العشرين كانت تلك التي ظهرت عام 1961 بفضل شركة طحن الدقيق والخبز في المملكة المتحدة والتي جعلت إعداد الخبز يتم بسرعة كبيرة (في حوالي 20 دقيقة). هذه التطورات جعلت الخبز الأبيض المصنوع من دقيق القمح (والمعروف بين الطبقات الغنية) يصبح أرخص وينتشر بين كل طبقات الشعب. ظهرت الشركات الدولية الضخمة مثل الشركة المكسيكية بمبو والتي كانت تقوم بتوزيع الخبز في مناطق عديدة من الدولة مما جعل الخبز غير مقتصراً بيعه في المخابز فقط بل أصبح يباع في المحال الكبيرة. ولقد أدت السياسة الزراعية المشتركة في الاتحاد الأوروبي إلى ظهور حرية في السوق الأوروبية في التسعينات.
ومع ظهور الرحلات الفضائية وظهرت إمكانية استخدام الخبز كغذاء أثناء الرحلات الفضائية. ومن المعروف أن أول قطعة خبز حلقت في الفضاء كانت مع رواد الفضاء الذين ذهبوا في رحلتهم أبولو 10 (التي انطلقت في 18 مايو لعام 1969) وكانت على شكل شريحة مغطاه بالبلاستيك وهذا الخبز ظل صالحاً لمدة أربعة أسابيع في البلاستيك. وكان يضاف هذا الخبز إلى أغذية أخرى. في رحلة أبولو 15 كان يتم استخدام الخبز المبستر والمعرض لإشعاع كوبالت-60 وكان يتم استخدام الخبز الروسي في اللقاء بين سفينتي أبولو-سويرز. وفي مجال الأحياء بدأت الهندسة الوراثية في عمل أول الأبحاث عن تحسين القمح.

## الخبز في الوقت الحالي

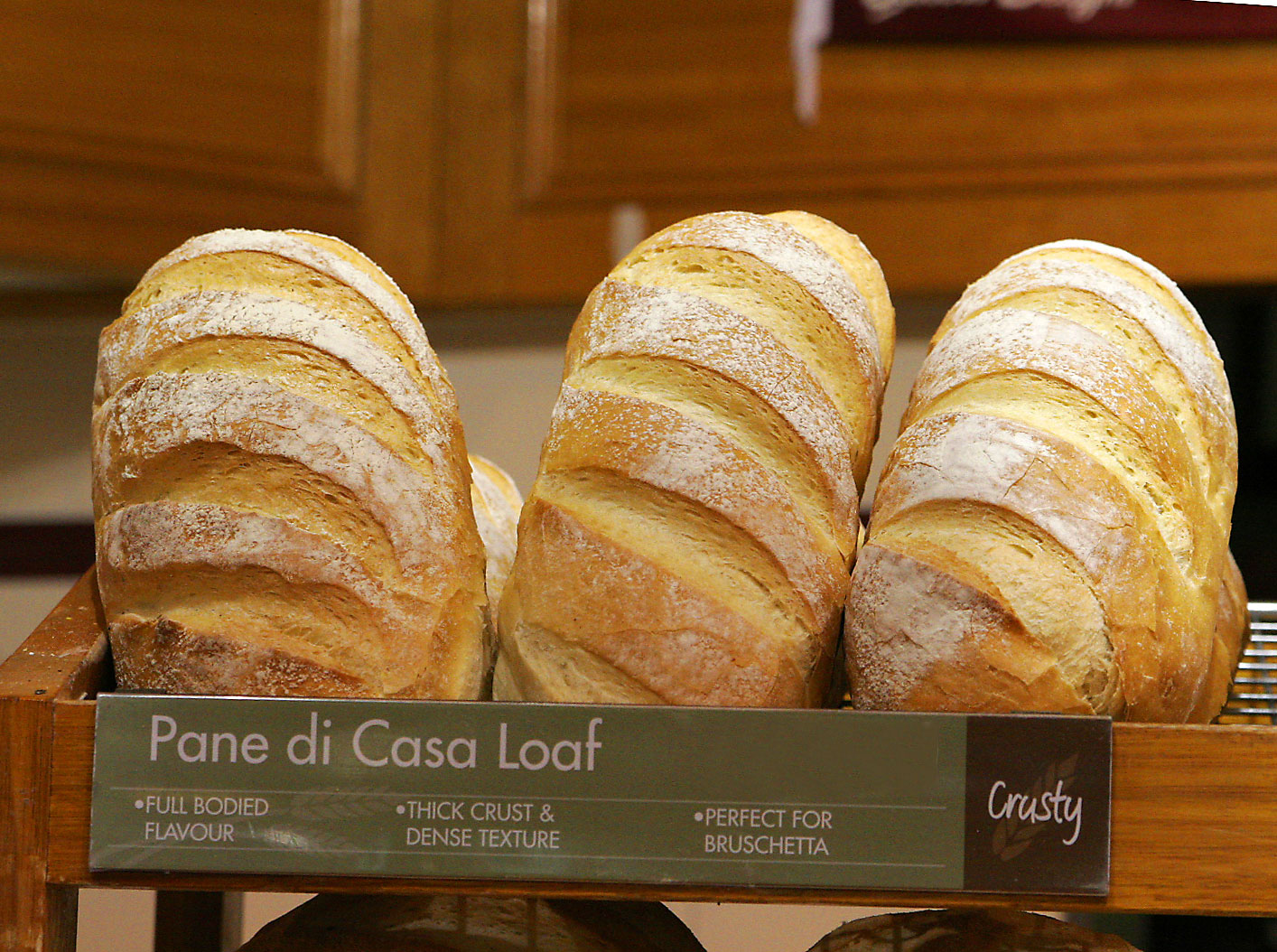
في بدايات القرن الحادي والعشرين عاد مرة أخرى الخبز المصنوع يدوياً.

في البلاد النامية بدأ يقل استخدام الخبز منذ النصف الثاني من القرن التاسع عشر. على سبيل المثال أخذ استخدام شخص ما للخبز يقل بنسبة 70% بين عامي 1880 إلى 1977. وإن أسباب هذا الانخفاض عديدة: الاهتمام الكبير بالأنظمة الغذائية واللاتي بدأت تغير من نظرة الأشخاص نحو استخدام الخبز، والبعض يرجع قلة استخدام الخبز إلى جودته السيئة بسبب استخدام بعض الإضافات للعجين وبسبب استخدام الآلات في إعداده. إن استخدام بعض الإضافات مثل مضادات التأكسد والمعروفة باسم محسنات الخبز يتم لإعطاء عمر أطول للخبز. وبالرغم من انخفاض استخدام الخبز إلا انه يحتل المركز الثاني في أهم الصناعات الغذائية.
منذ بدايات القرن الحادي والعشرين أصبح نوع الحبوب المستخدم في إعداد الخبز هو القمح، فأصبح استخدام الحبوب الأخرى أقل. لكن في التسعينات ظهرت بعض المخابز في أوروبا اللاتي تقدم خدماتها إلى الزبائن عشاق الطعم الكلاسيكي للخبز. من جهة أخرى بدأ إعداد الخبز الأسمر بسبب فوائده. أحد مروجي هذه فكرة كان الخباز الفرنسي ليونيل بيولان الذي أسس سلسلة من المخابز الكلاسيكية. في بدايات القرن الحادي والعشرين عاد مرة أخرى استخدام الدقيق الغير مكرر فليس غريباً أن نرى قسم خاص لبيع هذا النوع من الخبز. وفي الولايات المتحدة ظهر هذا النوع من المخابز اليدوية. وعادت مرة أخرى أنواع من الخبز المستخدم في العصور الوسطى ليتحولوا إلى أنواع من الحلوى الخاصة بعيد الميلاد.
ولقد أدى تحسين إنتاج الخبز إلى ظهور إمكانية تواجد أفران صغيرة لإعداد الخبز في المطاعم والمقاهي. وأيضاً ظهرت إمكانية استخدام العجين المجمد مسبقاً مما جعل إعداد الخبز أسهل. ولكن أدت أزمة الغذاء في عام 2008 إلى ارتفاع سعر الحبوب مما أدى إلى ارتفاع سعر الخبز في بعض البلاد.
بالنسبة لتصنيفات الخبز، توجد ثلاثة تصنيفات أساسية: خبز الخميرة، والخبز المفرود، والخبز السريع.

### خبز الخميرة
هو أكثر أنواع الخبز انتشارًا في الدول العربية. ويحتوي أكثر من نصف خبز الخميرة على أرغفة من الخبز المحفوظ والمصنوع من دقيق القمح الأبيض. كذلك يضم الخبز المحفوظ أنواعًا من الخُبز الخاص، مثل الخُبز المُحلَّى بالزبيب وخبز القمح الكامل أو الأسمر. ويُخبَز خبز العجينة الذي يَشتمل الخبز الفرنسي ومعظم أنواع خبز الجَاودار على طاولة خَبْز مفلطحة أو على صحيفة خَبزٍ. وتشمل الأنواع المخبوزة من الخميرة المضافة إلى العجين أنواعًا كثيرة من الخبز الملفوف.

### الخبز المفرود
هو الغذاء الرئيسي في العديد من مناطق العالم. وتتناول شعوب أمريكا الوسطى أنواعًا متعددةً من الخبز المفرود المصنوع من الذرة الشامية أو من دقيق القمح المعروف باسم تُرتيّة. وتصنع شعوب الشرق الأقصى أنواعًا متعددة من الخبز المفرود المخبوز من دقيق الأرز. أما شعب الهند، فيأكل خبزًا مفرودًا يطلق عليه اسم شاباتي يشتمل على القمح المطحون الخَشن. أما في المشرق العربي، فإن الخبز المفرود المعروف باسم الرغيف يصنع من القمح. وغالبًا ما يتم عمل الخبز المفرود باليد، حيث يُعجن العجين ويُمَلَّس بضربات خفيفة، ثم يُخبز في فرن مرتفع الحرارة. وقد يُخبز أيضًا فوق حجارة ساخنة ملساء بعد أن تُوضع فوق النار.

### الخبز السريع
يتطلب الخبز السريع وقتاً أقل من خبز الخميرة في إعداده، ويتم عجنه بواسطة إضافة محسنات الخبز ومسحوق الخبيز، وصودا الخبيز إلى الدقيق والماء والمكونات الأخرى عند خبزه، ولسهولة إعداده فإنه يُعدّ في المنازل بصورة أكبر من أمثلته كخبز الشاي المحتوى علي النخالة وخبز الصودا والفطائر المسطحة والمدورة والكيك ولفائف الخبز المسننة.
أهم أنواع المنتشرة في الوطن العربي هي: الخبز العربي، والخبز البلدي أو الخبز المصري، والخبز الهندي أو الشاباتى، وخبز الشراك أو خبز الصاج أو الخبز التركي أو الرقاق المصري، وخبز التنور، والكرواسان، وخبز البطاطا، والعيش السن أو خبز النخالة أو خبز الجاودار، وخبز التُّرتية، والعيش الفينو أو الخبز الفرنسي.

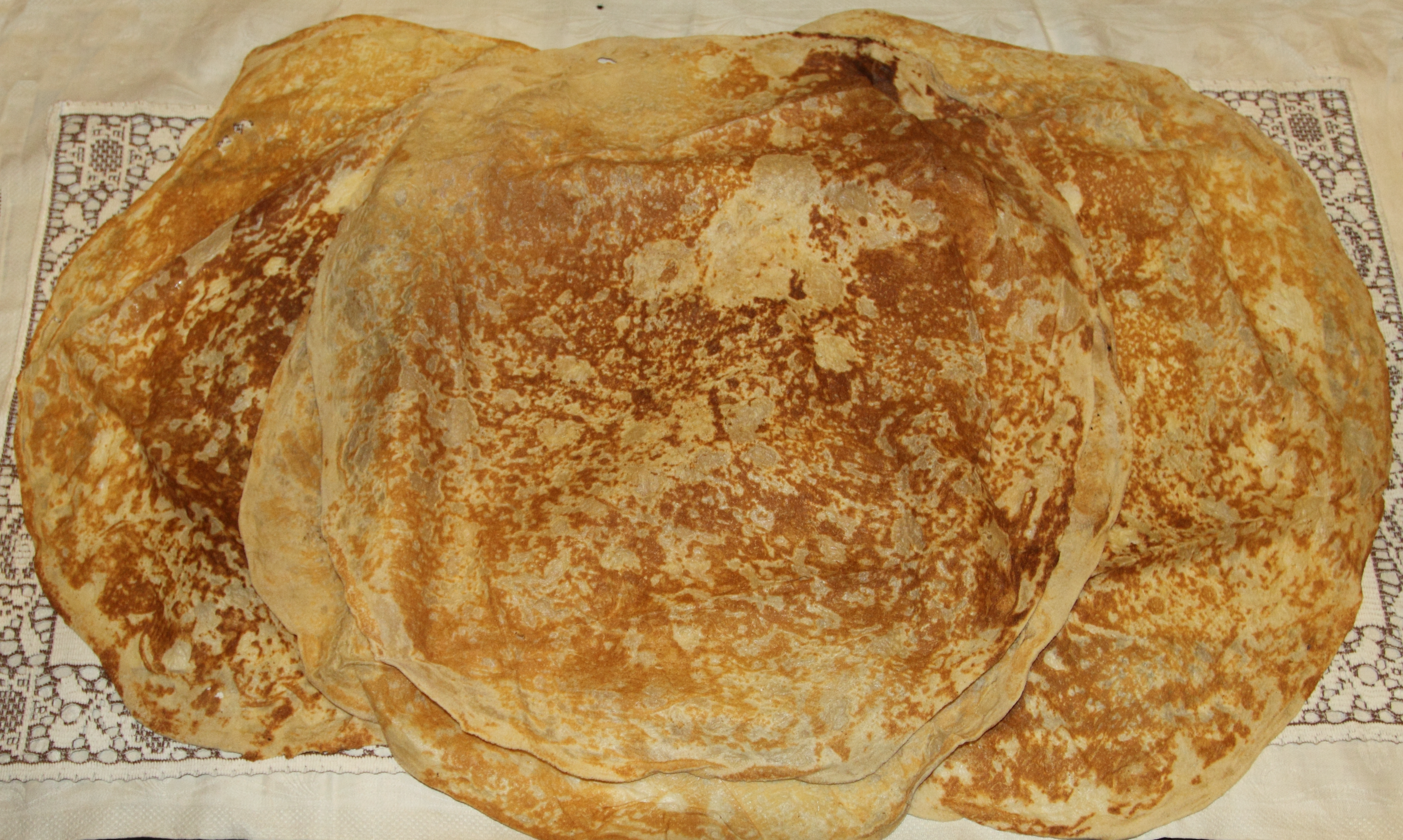
خبز الصاج
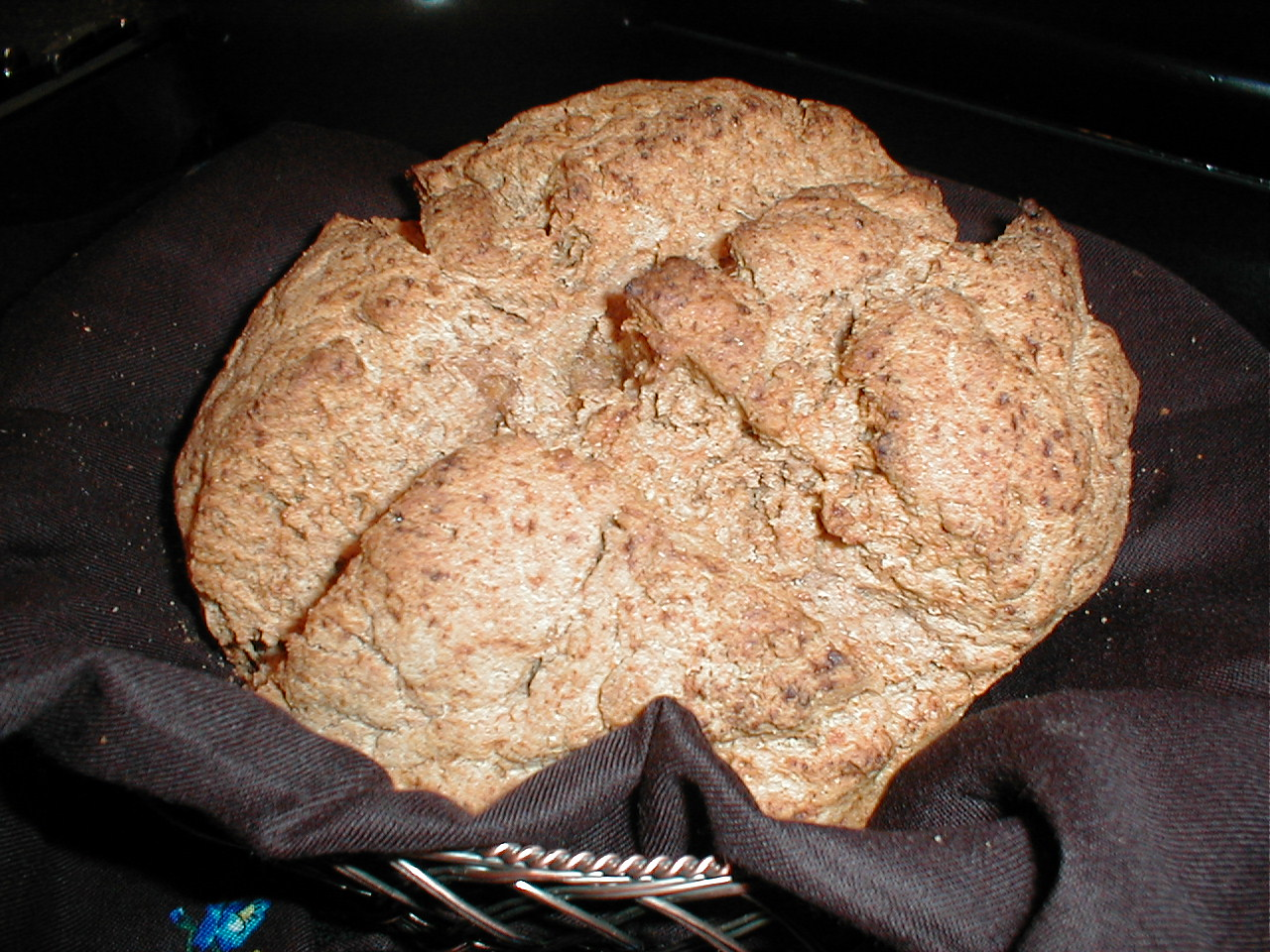
خبز الصودا
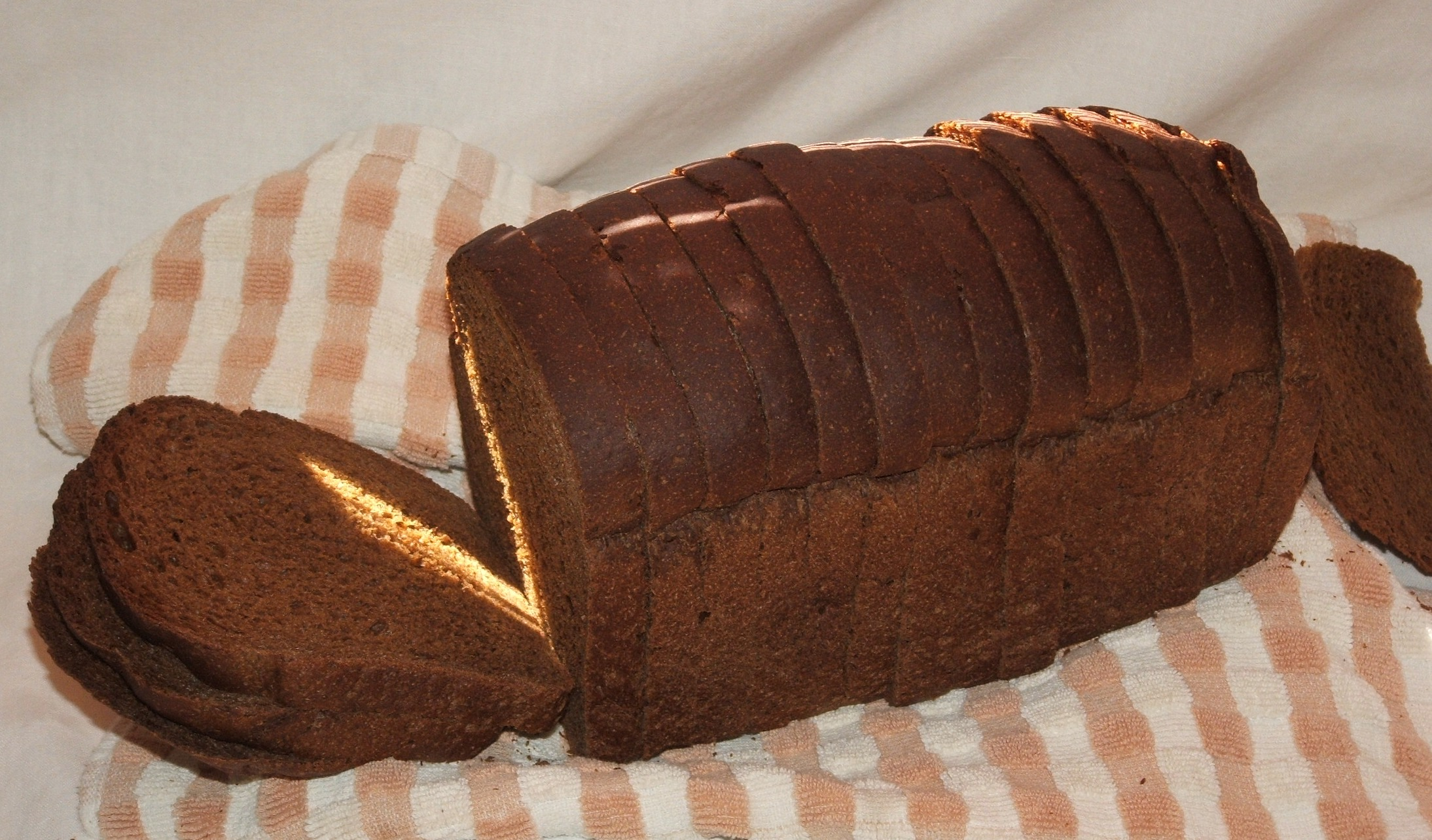
خبز الجاودار المعروف في أوروبا
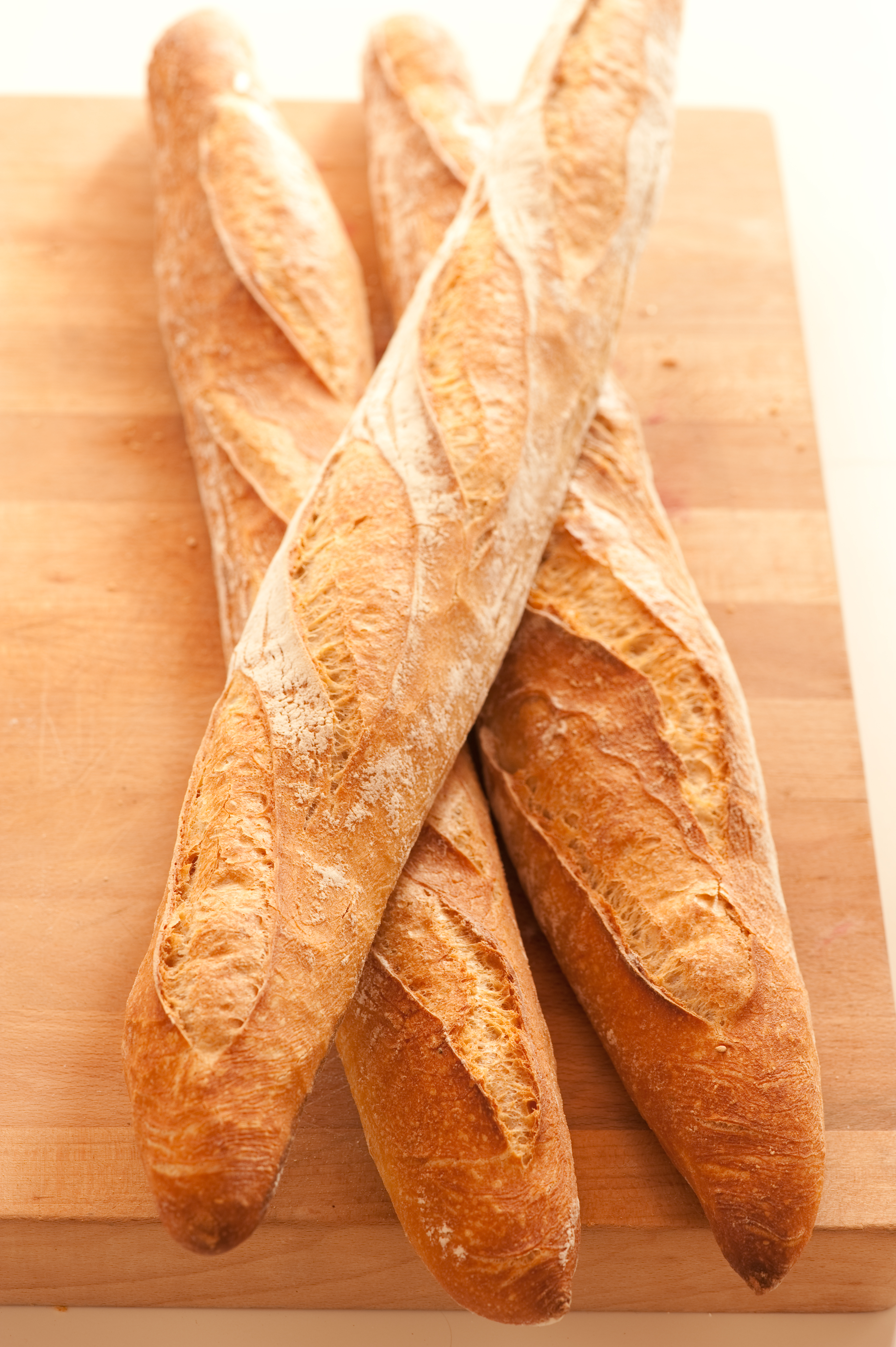
خبز فرنسي (الباغيت)